# Parque del Laberinto de Horta
El parque del Laberinto de Horta (en catalán: parc del Laberint d'Horta) es un jardín histórico ubicado en el distrito de Horta-Guinardó de Barcelona. Es el jardín más antiguo que se conserva en la ciudad. Se encuentra en la antigua finca de la familia Desvalls, en una ladera de la sierra de Collserola. Iniciado en 1794 y acabado en su primera fase en 1808, fue obra del arquitecto italiano Domenico Bagutti. El recinto incluye un jardín neoclásico del siglo XVIII y un jardín romántico del siglo XIX. Se abrió al público en 1971.
Este espacio cuenta con numerosas obras de arte —principalmente esculturas—, así como diversos estanques, cascadas, fuentes y un canal que recorre el recinto superior. En la jardinería destaca especialmente el laberinto, realizado con cipreses recortados, así como algunos ambientes de diferentes estilos, desde el neoclásico hasta el romántico. En el jardín doméstico hay realizaciones de arte topiario. El recinto ha contado a lo largo de su historia con la visita de varios monarcas, como Carlos IV, Fernando VII y Alfonso XIII, y ha sido escenario de representaciones teatrales y diversos actos culturales. En la actualidad es un jardín-museo que cuenta con un instituto municipal para la formación en jardinería. 
Este parque está considerado como Bien Cultural de Interés Local (BCIL) en el Inventario del Patrimonio Cultural catalán con el código 08019/2844.

## Historia

Plano general: A-jardín público, B-jardín neoclásico, C-jardín romántico, D-jardín de los bojes y jardín doméstico, E-bosque, 1-entrada, 2-palacio Desvalls, 3-jardín de los bojes, 4-jardín doméstico, 5-plaza de los Leones, 6-jardín de las flores, 7-laberinto, 8-terraza del mirador y templetes, 9-gruta del Minotauro, 10-bosquete, 11-canal romántico, 12-isla del Amor, 13-pabellón neoclásico y alberca, 14-gruta de la ninfa Egeria, 15-cascada, 16-cabaña del payés, 17-falso cementerio y ermita del monje, 18-antiguo jardín oriental

### Orígenes

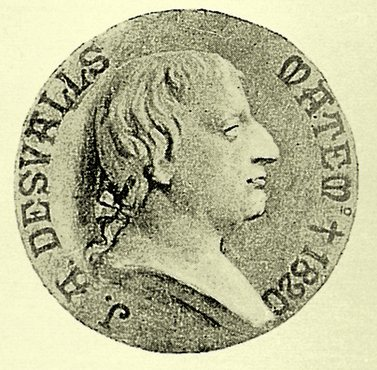
Retrato de Juan Antonio Desvalls

El artífice de estos jardines fue el aristócrata Juan Antonio Desvalls y de Ardena, VI marqués de Lupiá, III marqués de Poal y marqués consorte de Alfarrás. En 1791 compró un terreno de 54,07 ha de extensión en el pueblo de Horta, que por aquel entonces era un municipio independiente (anexionado a la ciudad de Barcelona en 1904). Actualmente 9,10 ha de la finca original se destinan a parque público y el resto a bosque.
Juan Antonio Desvalls (1740-1820) era el típico personaje ilustrado de la época, interesado en las ciencias y las artes, con conocimientos de matemáticas, ciencias físicas, historia, economía y bellas artes; también dominaba varios idiomas, como el francés y el italiano. Fue discípulo y colaborador del matemático y filósofo Tomàs Cerdà. Desde 1799 hasta 1808 y de 1814 a 1820 fue vicepresidente de la Real Academia de Ciencias y Artes de Barcelona. Escribió diversos trabajos sobre física, zoología y meteorología, como la Disertación sobre los terremotos de 1783 o El aerómetro o pesalicores de 1791. En 1808 contribuyó a la resistencia contra las tropas napoleónicas y, en 1812, el consistorio barcelonés lo eligió como representante de la ciudad en las Cortes de Cádiz, aunque no asistió por motivos de salud.
En 1794 comenzaron las obras. El propio Desvalls intervino en el diseño del jardín, de estilo neoclásico, con la colaboración del arquitecto italiano Domenico Bagutti. La ejecución de las obras corrió a cargo del maestro de obras Jaume Valls y su hijo Andreu, mientras que de las plantaciones se encargó el jardinero francés Joseph Delvalet.

### Ampliaciones y visitas reales
A mediados del siglo XIX, Joaquín Desvalls y Sarriera, VIII marqués de Lupiá y V de Alfarrás, encargó a Elías Rogent la ampliación del jardín por el lado del torrente d'en Pallós. Este arquitecto trazó un «jardín romántico» con parterres, plazas, grandes árboles y una cascada, y añadió al jardín neoclásico un canal de agua entre la terraza superior y la intermedia, construido en 1853.
En 1880, Juan Bautista Desvalls y de Amat, XI marqués de Lupiá y VII marqués de Alfarrás, promovió la creación de un «jardín doméstico», de estilo ecléctico, al lado del palacete Desvalls. Contaba con un invernadero —desaparecido en la restauración de 1971—, una plantación de camelias y realizaciones de arte topiario.
Los jardines recibieron las visitas de los reyes Carlos IV (1802), Fernando VII (1828) y Alfonso XIII (1908 y 1930). El 18 de octubre de 1802 visitaron los jardines Carlos IV, su esposa la reina María Luisa de Parma y sus hijos Fernando, Carlos, Francisco, María Isabel, María Luisa y María Amalia. El motivo del viaje fueron las nupcias entre Fernando y María Antonia de Nápoles y entre María Isabel y Francisco Genaro de Nápoles. En la base del muro del pabellón llamado de Carlos IV hay una lápida de mármol con una inscripción alusiva a la visita del monarca: 

EN EL DIA 18 DE OCTUBRE DEL AÑO 1802 / D. JUAN ANTONIO DESVALLS Y DE ARDENA MARQUES DE LUPIA Y DE ALFARRAS, / DUEÑO DE ESTA CASA DE CAMPO Y JARDINES TUVO LA SATISFACCION DE QUE / CON EL FIN DE VER ESTE SITIO DE RECREO, LE HONRASEN CON SU PRESENCIA / LAS REALES PERSONAS DE SUS SOBERANOS LOS SRES. DON CARLOS IV Y DOÑA / MARIA LUISA DE BORBON; LOS SERMOS. SRES. PRINCIPES DE ASTURIAS DON / FERNANDO Y DOÑA MARIA ANTONIA DE NAPOLES. LOS SERMOS. SRES. YNFANTES / DE ESPAÑA DON CARLOS Y DON FRANCISCO DE PAULA. EL SR. DON LUIS I / REI DE ETRURIA; Y EL SERMO. SR. YNFANTE DE ESPAÑA DON ANTONIO PASCUAL. / HALLANDOSE A LA SAZÓN LA CORTE EN BARCELONA CON PLAUSIBLE MOTIVO / DE LA CELEBRACIÓN DE LOS AUGUSTOS CASAMIENTOS DE LOS SERMOS. SRES. / PRINCIPES DE ASTURIAS, Y DEL SR. PRINCIPE HEREDERO DE NAPOLES DON / FRANCISCO GENARO CON LA SRA. YNFANTA DE ESPAÑA DOÑA MARIA YSABEL / Y PARA PERPETUAR LA MEMORIA DE UN DIA TAN FELIZ / PUSO ESTE MONUMENTO.

El barón de Maldá recogió la visita real en su Calaix de sastre:

Ss. Ms. los Reys, Prínceps y Familia real han anat en esta tarde en sos cotxes, y demés a caball de Guardias de Corps, Caballerissos y batedors a aquell seti ameno del Sr. Marqués de Llupiá en horta, a passejar per aquellas delicias del Laberinto, caminals, cascadas y demés adornos.

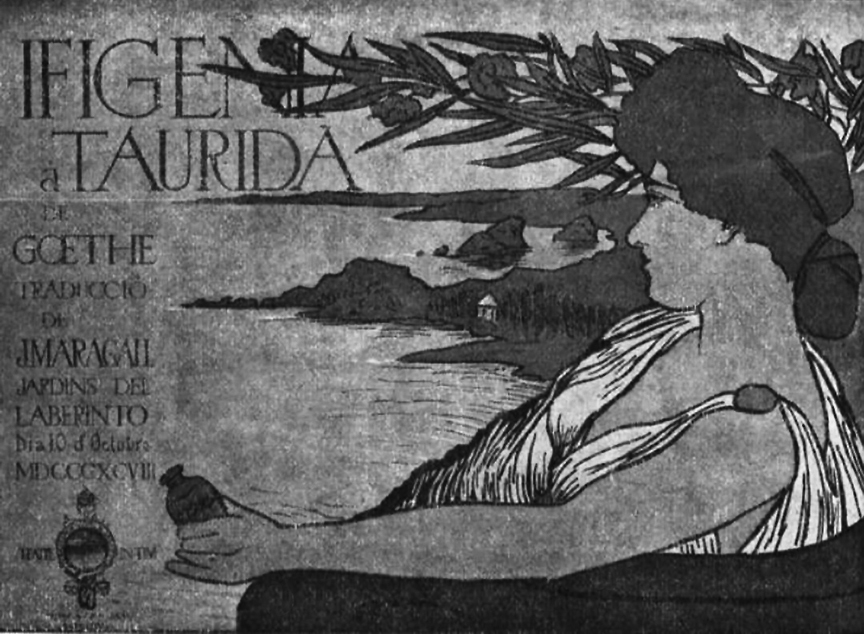
Póster de la representación en el parque de Ifigenia en Táuride (1898)

Fernando VII visitó la finca el 20 de marzo de 1828, junto a su esposa la reina María Josefa Amalia de Sajonia. El monarca reposaba en el Palacio Real de Barcelona de un ataque de gota. La familia Desvalls colocó en recuerdo de esta visita los dos leones que hay en la puerta del jardín de los Bojes, que sostienen unos escudos con la inscripción «A S. R. M. Don Fernando VII En celebridad de su augusta presencia. A S. R. M. Doña Josefa Amalia. En esta quinta día 20 marzo 1828».
A finales del siglo XIX y principios del xx los Desvalls celebraron en la finca numerosas veladas sociales y culturales, como representaciones de teatro al aire libre. El 10 de octubre de 1898 promovieron el estreno de la tragedia Ifigenia en Táuride de Goethe, traducida por Joan Maragall y dirigida por Adrià Gual. El 23 de octubre de 1908, en ocasión de la visita de Alfonso XIII, se representó El sueño de una noche de verano, de William Shakespeare, traducida por Josep Carner y dirigida igualmente por Adrià Gual. El rey acudió acompañado de su esposa la reina Victoria Eugenia. Los Desvalls colocaron en su honor el pilar conmemorativo que hay junto a la entrada al laberinto, con la siguiente inscripción: «SS. MM. Los reyes Alfonso XIII y doña Victoria Eugenia honraron con su visita estos jardines el día 23 de octubre de 1908».
En 1930, con motivo de una nueva visita del rey en ocasión del Centenario del Romanticismo, hubo representaciones de danza clásica a cargo del cuerpo de baile del Teatro del Liceo, dirigido por Paula Boronat. La representación tuvo lugar el 5 de junio, organizada por Santiago Marco, presidente de Fomento de las Artes Decorativas. El rey acudió acompañado de la reina y de numerosas autoridades civiles y eclesiásticas. Además de las danzas se recitaron poemas y se sirvió una merienda de leche, chocolate, ensaimadas y barquillos.

### Parque público

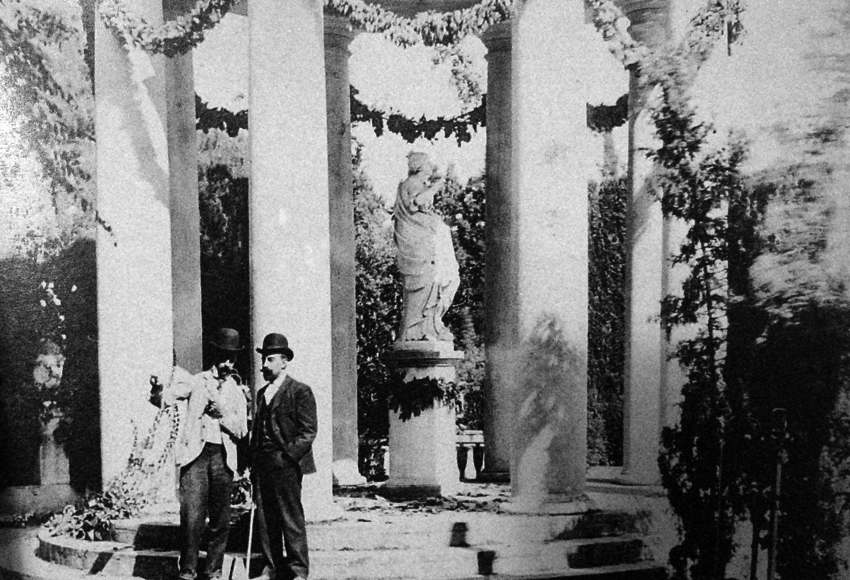
Miquel Utrillo y Joan Maragall en los jardines (1898)

En 1968 la familia Desvalls entabló negociaciones con el Ayuntamiento de Barcelona para la venta de la finca. Para ellos el mantenimiento de la propiedad era costoso y no podían sacarle otro rendimiento, ya que la finca estaba calificada como parque urbano en el Plan Comarcal de 1953. Se estableció el valor de la propiedad en 70 691 000 pesetas, para cuyo pago se acordó una permuta con un terreno de valor similar situado en Pedralbes. Este terreno, de 9265 m², se encontraba entre la avenida del Generalísimo Franco (actualmente Diagonal), la plaza de Pío XII, la avenida de la Victoria (actualmente Pedralbes) y la calle del Doctor Ferran. El acta notarial fue firmada por ambas partes el 17 de enero de 1968.
Durante los dos años siguientes, el director de Parques y jardines de Barcelona, Joaquim Casamor, restauró el jardín para su reapertura. Algunos de los trabajos llevados a cabo fueron: limpiar y dragar minas, construir muros, vallas y canalizaciones de riego, instalar una red de alumbrado, servicios públicos y mobiliario urbano, delimitar el parque urbano, reconstruir las obras arquitectónicas y rehabilitar el laberinto y demás especies vegetales. El escultor Josep Miret restauró algunas estatuas, mientras que el ceramista Josep Brossa reparó las balaustradas y los jarrones del jardín. El alcalde José María de Porcioles inauguró el nuevo parque el 18 de marzo de 1971, con la asistencia de Luis Desvalls y Trías, IX marqués de Alfarrás.
La excesiva afluencia de visitantes a partir de los años 1970 ocasionó la degradación de diversos elementos vegetales y ornamentales, motivo por el cual el Ayuntamiento encargó en 1994 a la arquitecta italiana Patrizia Falcone una nueva restauración del parque. Se plantaron un total de 80 264 plantas de 75 especies distintas y se recuperó el circuito hidráulico original. En el jardín romántico se creó un circuito cerrado para reaprovechamiento del agua. La restauración costó ochenta millones de pesetas, sufragados con fondos de la Unión Europea. El 25 de septiembre de 1994 el alcalde Pasqual Maragall reinauguró el parque.
En 2006 se rodó una escena de la película El perfume del director Tom Tykwer. En la ficción el laberinto pertenece al jardín de un rico hacendado de la ciudad francesa de Grasse, Antoine Richis (interpretado por Alan Rickman), cuya hija será la última víctima del asesino Jean-Baptiste Grenouille (Ben Whishaw) y el elemento esencial de su perfume.
Actualmente, el parque es un jardín-museo con un número de visitantes limitado (máximo setecientas cincuenta personas al mismo tiempo), para preservar el ámbito natural y las estructuras del área. El antiguo palacio acoge desde 1993 el Centro de Formación del Laberinto, instituto municipal para la formación en jardinería, así como una biblioteca especializada igualmente en jardinería.
En 2016 el departamento de Parques y jardines reformó la red hidráulica del parque, tras la detección de unas fugas de agua en algunas de sus fuentes. En una intervención que duró diez meses, los operarios del parque variaron el estanque superior, el canal romántico y diecisiete fuentes; posteriormente impermeabilizaron estos espacios y los conectaron a una nueva red hidráulica, con algunos elementos conectados en circuito cerrado para el ahorro de agua.

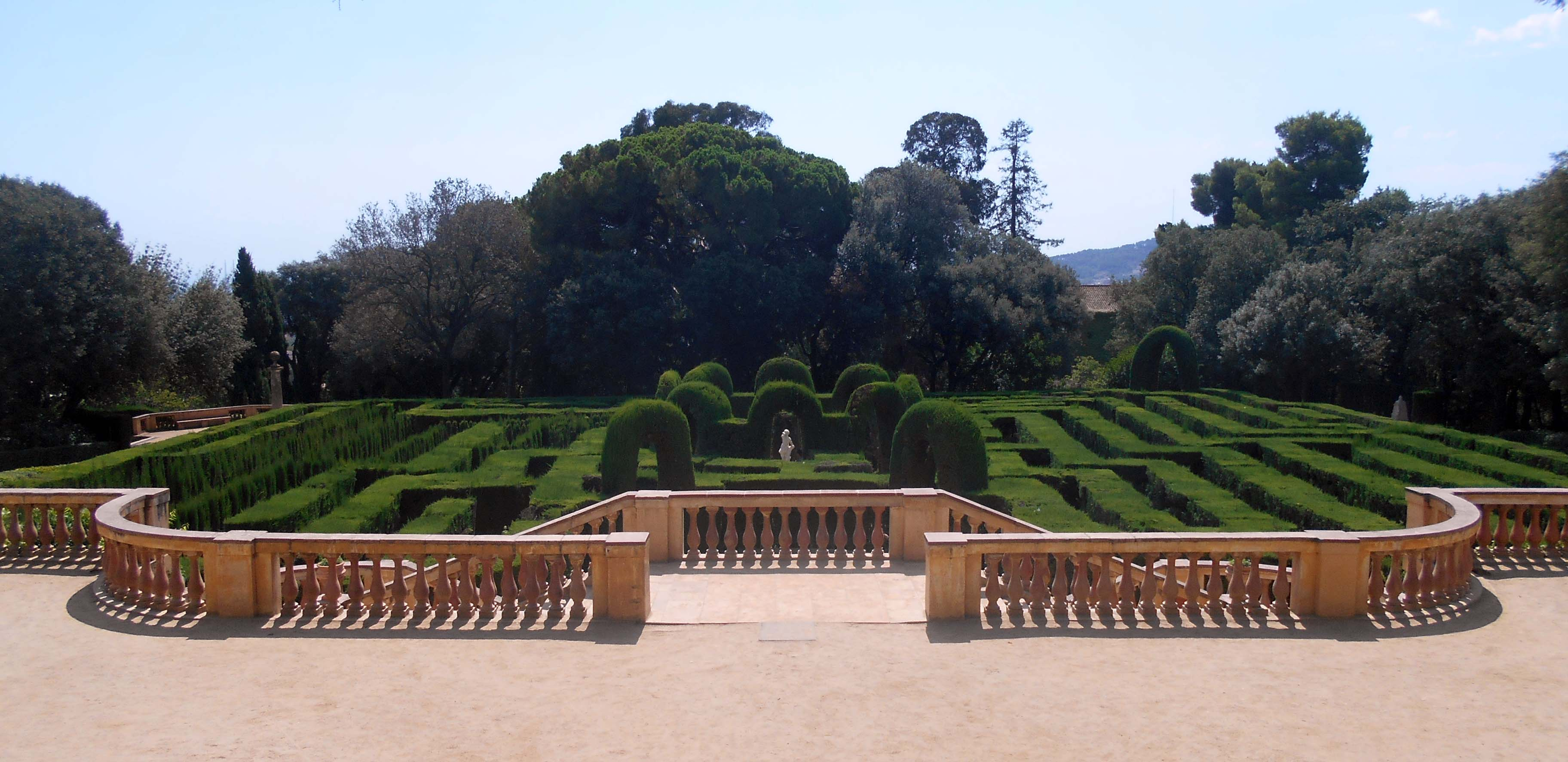
Panorámica del laberinto

## Descripción

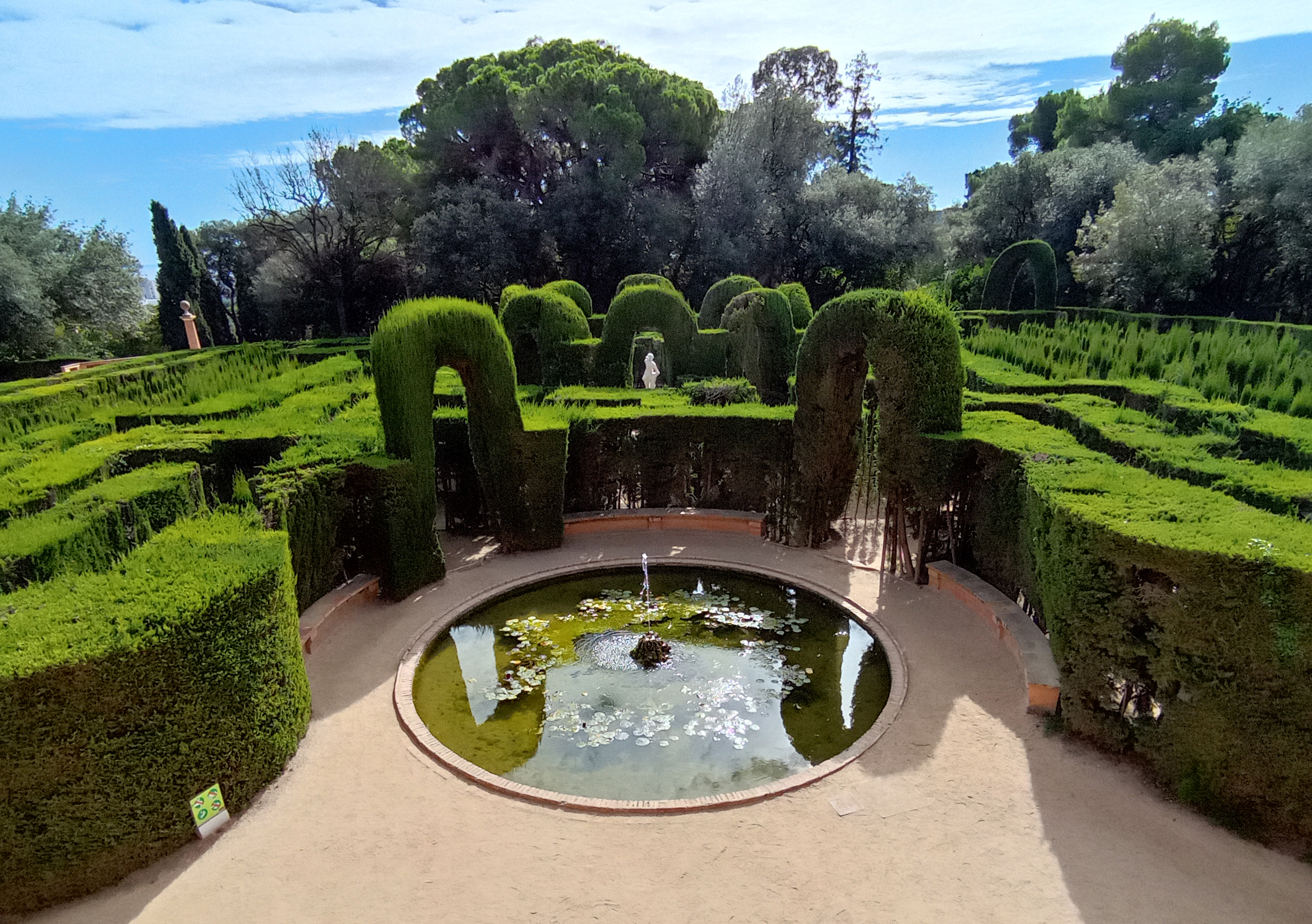
Estanque a la salida del laberinto

El parque público cuenta con una superficie de 9,10 ha. Está dividido en dos partes principales: un jardín neoclásico y un jardín romántico, a los que se suman los jardines anexos al palacete y la zona de bosque. La zona ajardinada del parque está rodeada por un extenso bosque mediterráneo, hasta cubrir las 54,07 ha de la finca original. Repartidas por el parque hay numerosas esculturas, con motivos mitológicos griegos y rústicos, así como un gran número de fuentes, surtidores y balsas de agua. Todas estas obras son de autor desconocido, aunque las diferencias estilísticas hacen suponer una factura de tres o cuatro artistas, de los que destaca por su calidad el autor de las dos esculturas femeninas situadas bajo los templetes del Belvedere.
La entrada al parque se encuentra cerca del velódromo de Horta y la instalación artística Poema visual transitable en tres tiempos: Nacimiento, camino —con pausas y entonaciones— y destrucción, de Joan Brossa. El terreno limita al este con la masía de Can Papanaps y, al oeste, con los Hogares Mundet y el Palau de les Heures.

### Palacio Desvalls y jardines adyacentes

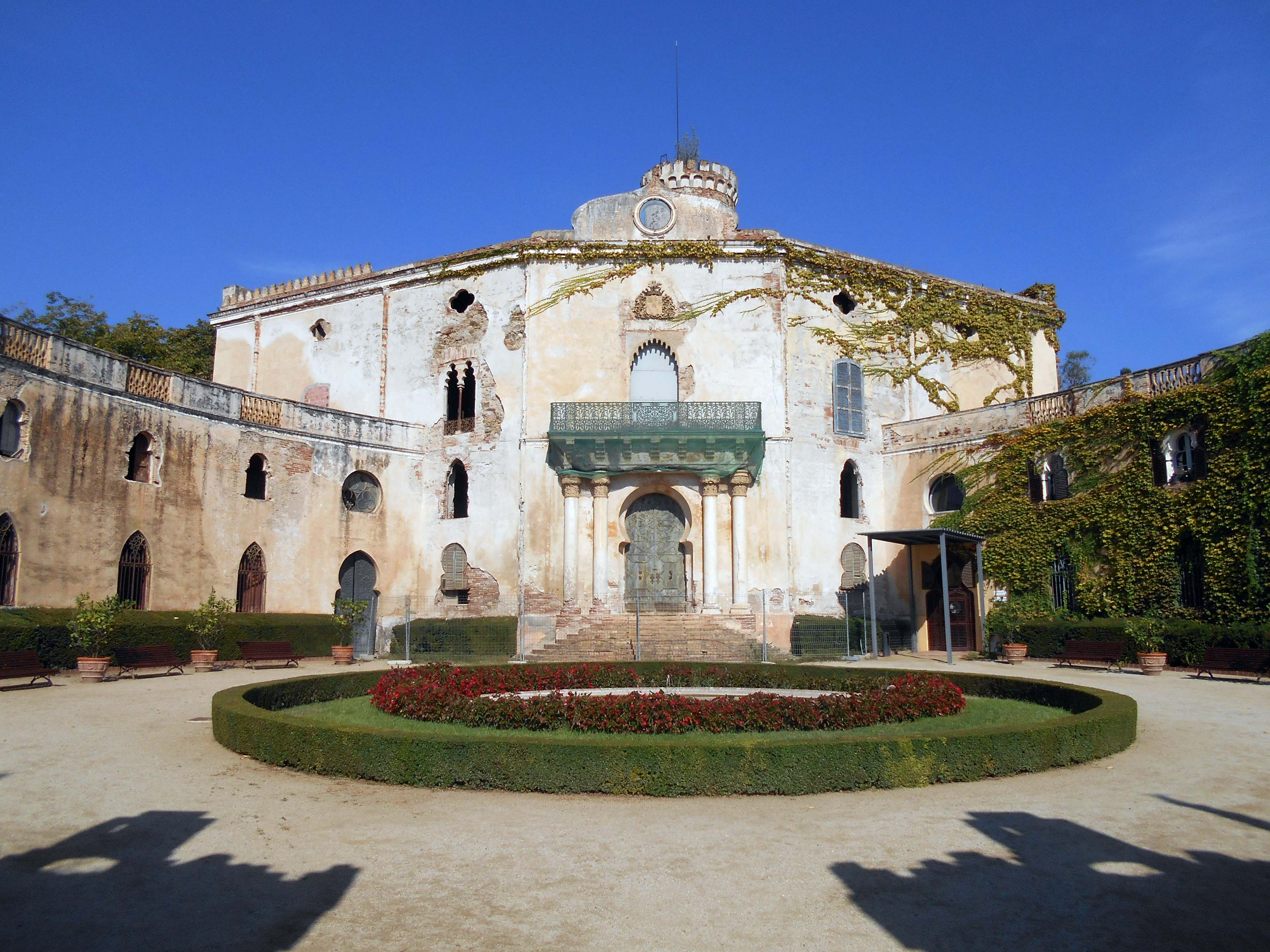
Palacio Desvalls

Cerca de la entrada del parque se encuentra el antiguo palacete de la familia Desvalls, un edificio de origen medieval con elementos añadidos de estilo neoárabe y neogótico. La parte más antigua de este conjunto es la torre Subirana, una torre defensiva del siglo VIII, ampliada entre los siglos xii y xiv con una sala con extremo absidal y una bóveda anular. Desvalls y sus herederos promovieron la construcción del resto del edificio, que consta de un cuerpo central de tres niveles y dos alas laterales que forman en conjunto un semicírculo. La puerta principal tiene forma de arco de herradura, flanqueada por cuatro columnas adosadas que sostienen un balcón con una puerta polilobulada; sobre esta se halla un relieve con el escudo de los marqueses de Alfarrás. La cubierta tiene un gablete con un reloj circular, con almenas a ambos lados. El interior está decorado con estucos y relieves figurados.
Bordea el palacio una reja y muro de cerca que incluye en su interior, por la parte trasera, los llamados jardín Doméstico y jardín de los Bojes. El primero, de estilo ecléctico tardorromántico, también llamado jardín de las Magnolias —aunque actualmente no hay ejemplares de estas plantas—, tiene muestras de topiaria y plantaciones de cedros y camelias, así como una fuente grutesca adosada al muro. En la plazoleta de entrada a este jardín hay un busto de mujer decapitado, que fue vandalizado en 1999.
El jardín de los Bojes tiene planta rectangular, con dos largos parterres de setos de boj recortado y dos surtidores de agua; al fondo, una doble escalera conduce al palacio. Junto a los elementos vegetales, destacan los bustos de un hombre y una mujer (no identificados iconográficamente), así como cuatro relieves colocados en el muro junto a la verja de entrada, dos en la parte interior (Urano y Los continentes) y dos en la exterior, de cara a la plaza de las Columnas (El rapto de Europa y El rapto de Anfítrite).
El relieve de Los continentes representa a la diosa Deméter distribuyendo las razas humanas por el globo terráqueo, sobrevolado por la Fama. El de Urano presenta al dios del cielo cubriendo con un manto a Gea, diosa de la tierra, en una escena contemplada por Eros, dios del amor, que cumple la función de principio cósmico primigenio. El rapto de Anfítrite presenta a esta nereida en el momento de ser raptada por Poseidón, dios del mar, montado sobre dos caballos marinos. El rapto de Europa capta el momento en que la hija del rey de Tiro es raptada por Zeus en forma de toro.
Junto al palacio, en la llamada plaza de la Fuente del Pelícano, se encuentra una fuente heráldica con una columna coronada por un perro alado y coronado —símbolo de la casa de Lupiá—, mientras que en la base se halla la figura de un pelícano (o cisne). Esta plaza da acceso al jardín neoclásico, organizado en cuatro niveles en torno a un eje longitudinal y una serie de caminos, terrazas y escaleras.

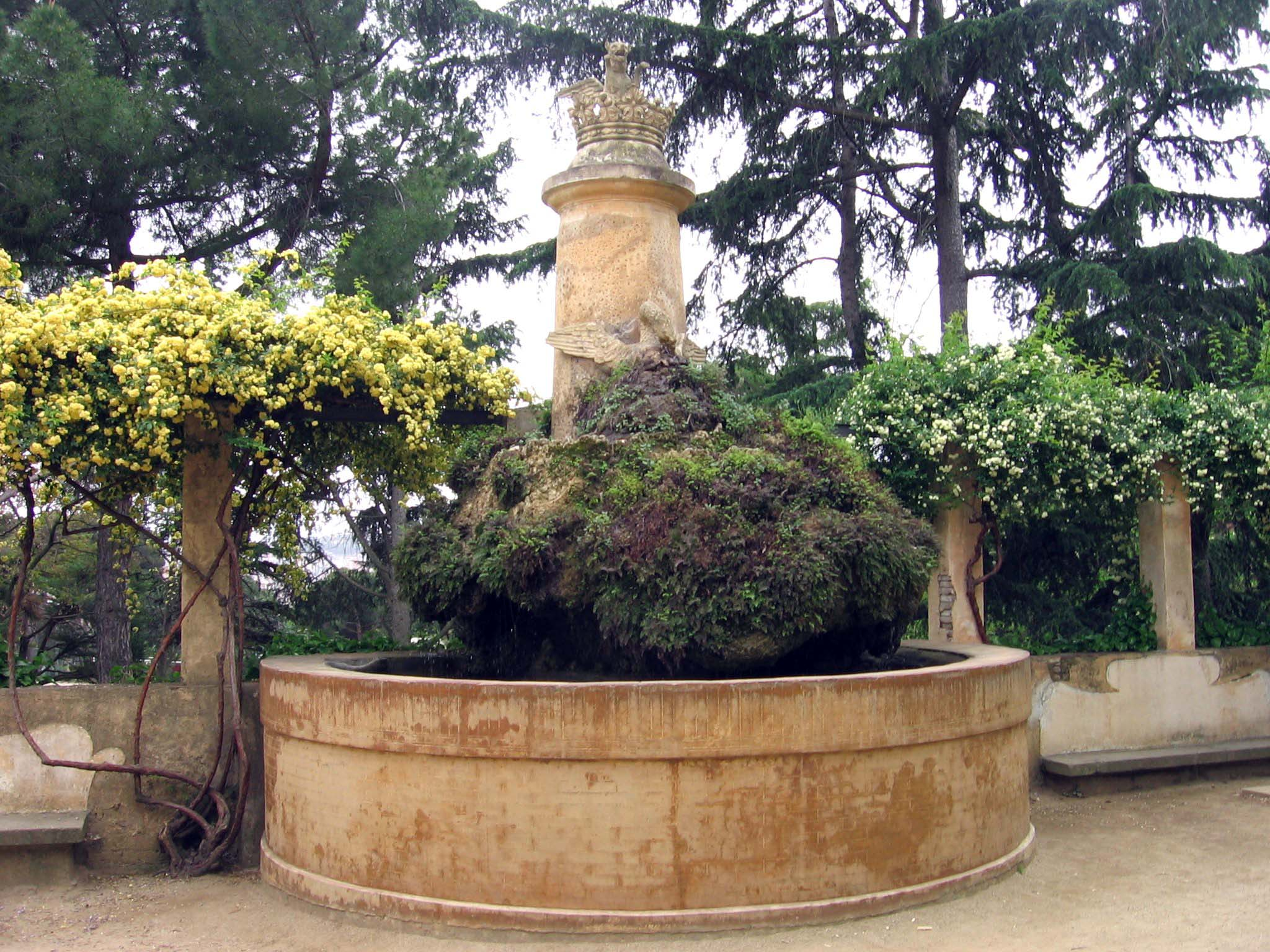
Fuente del Pelícano
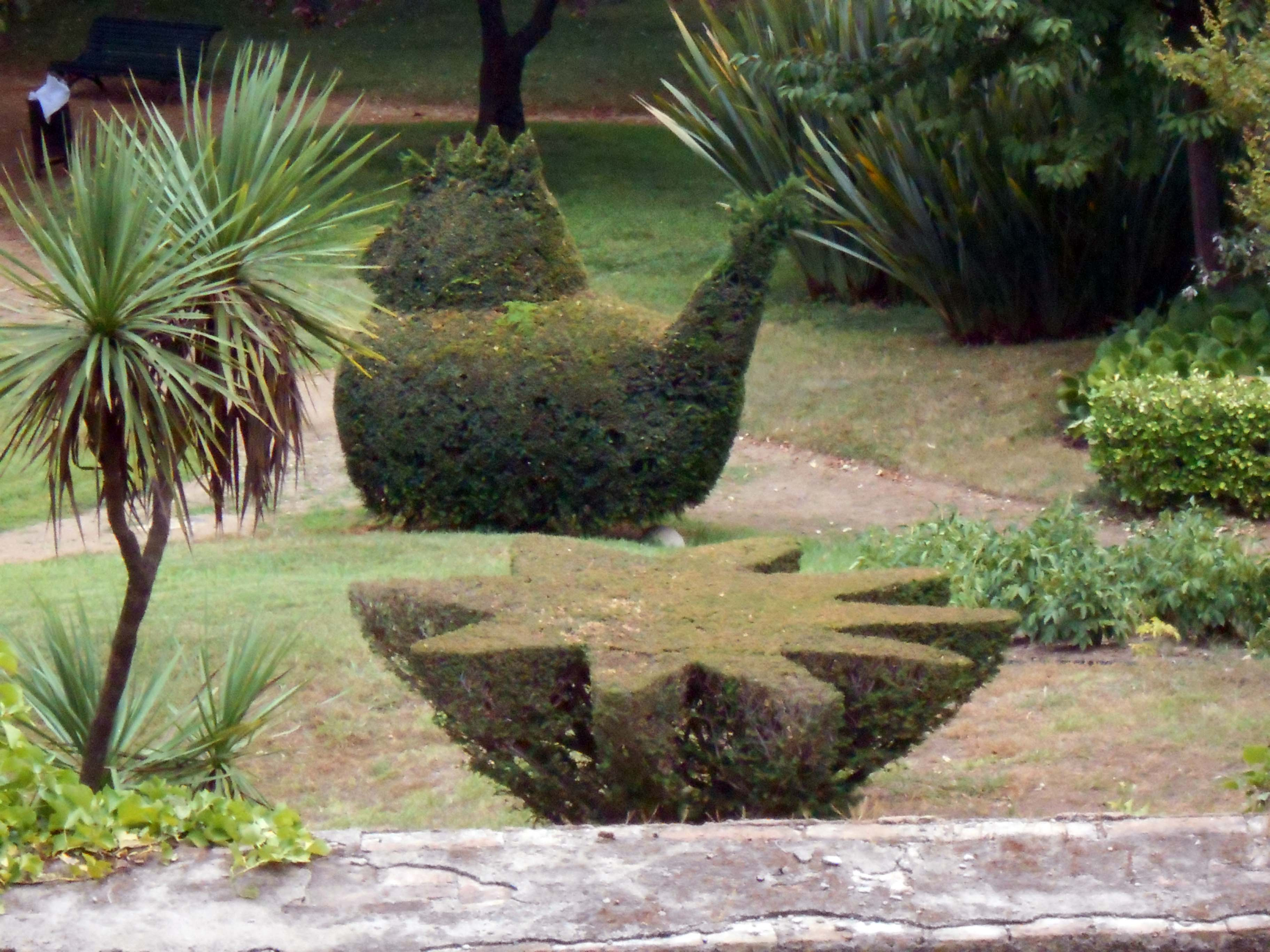
Jardín doméstico
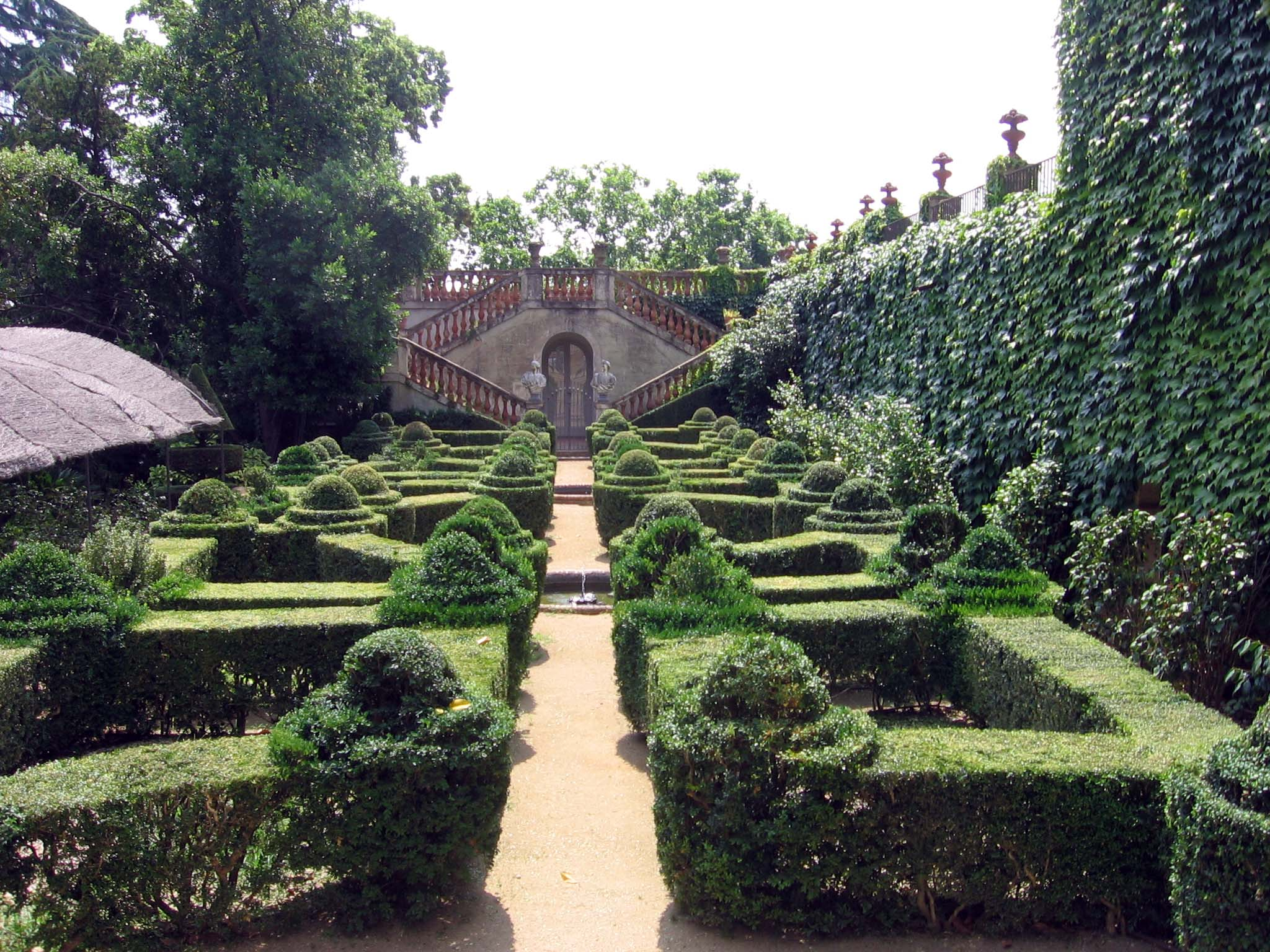
Jardín de los bojes
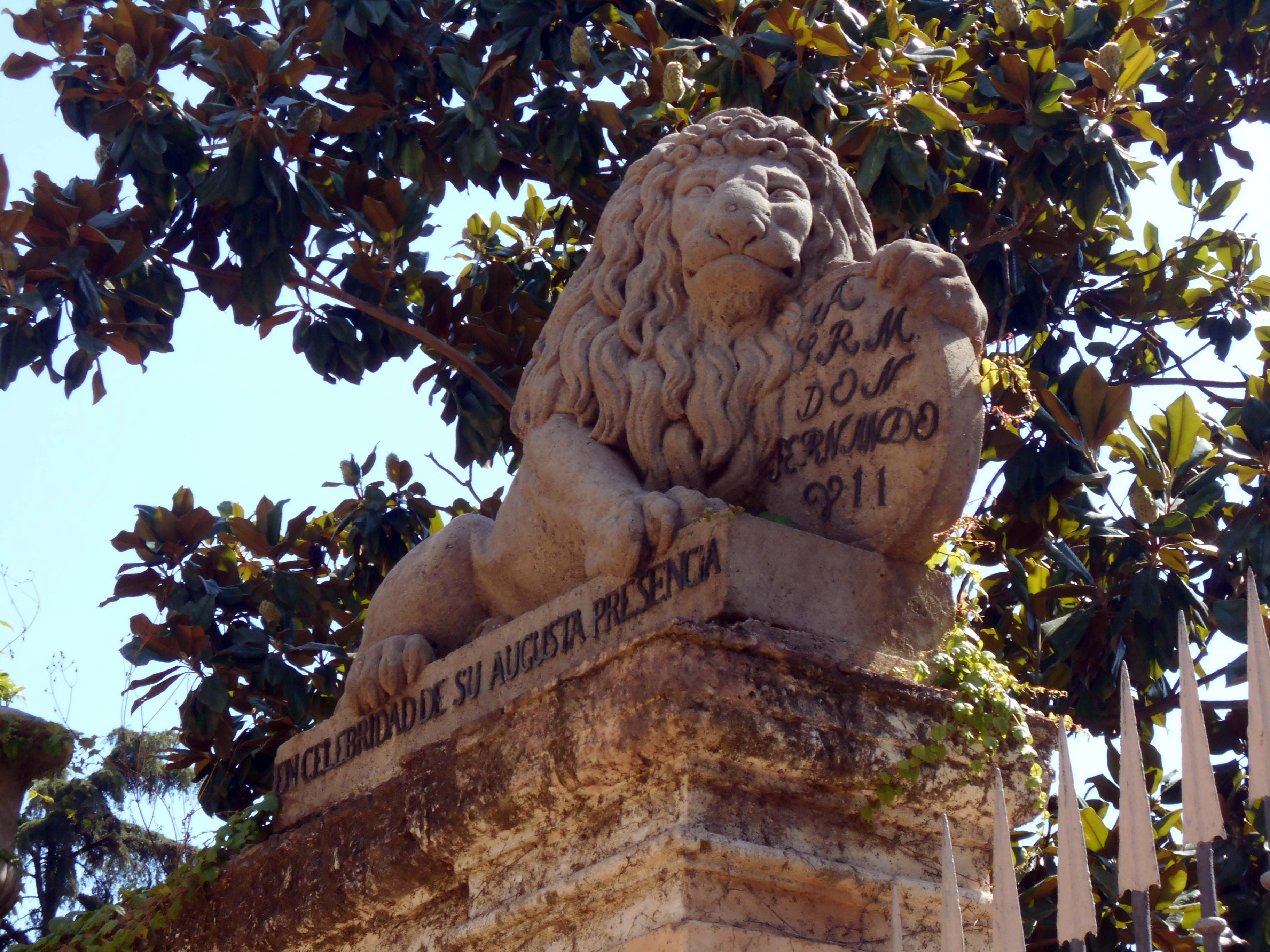
León conmemorativo de la visita de Fernando VII en 1828
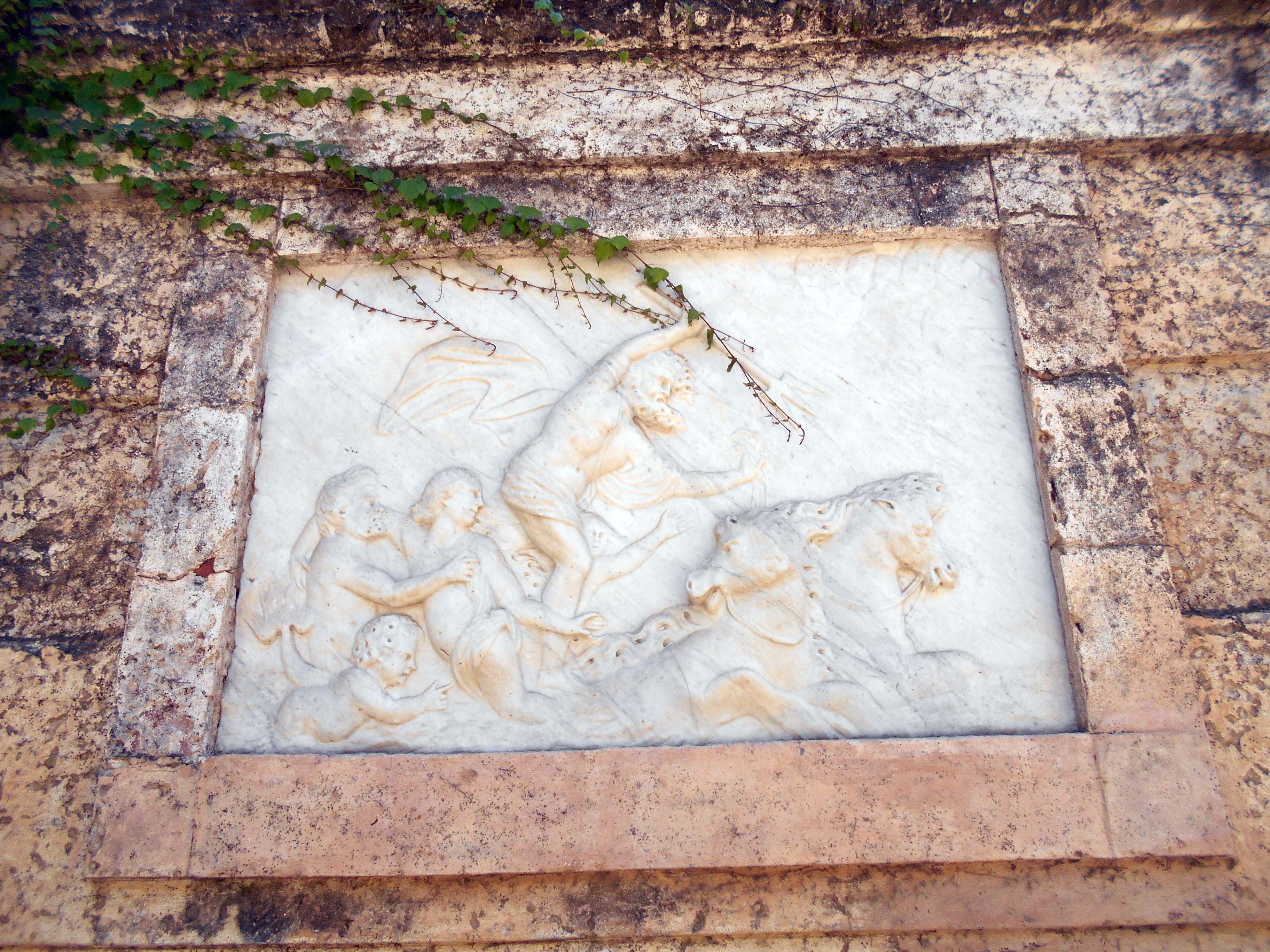
El rapto de Anfítrite
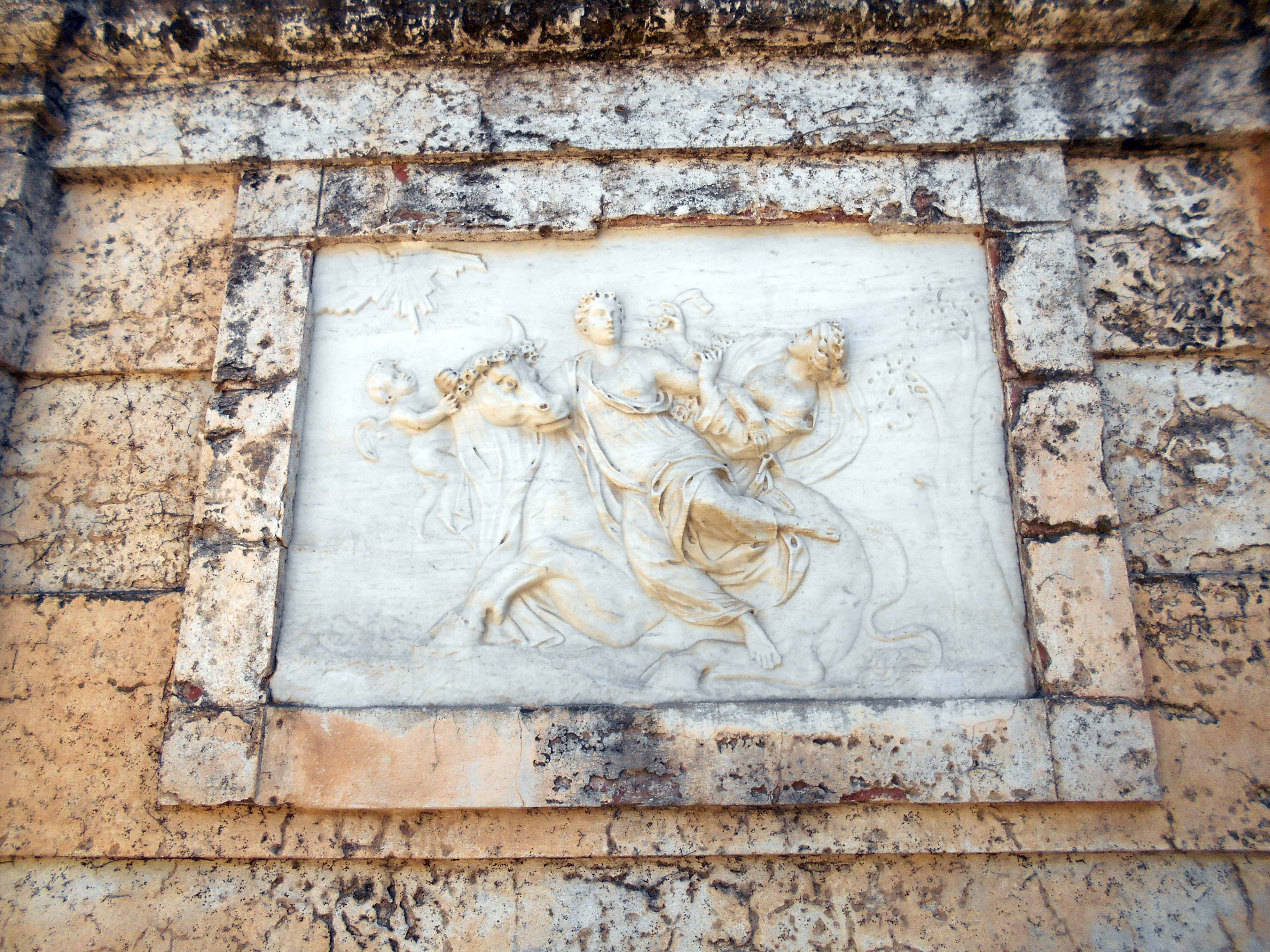
El rapto de Europa

### Jardín neoclásico

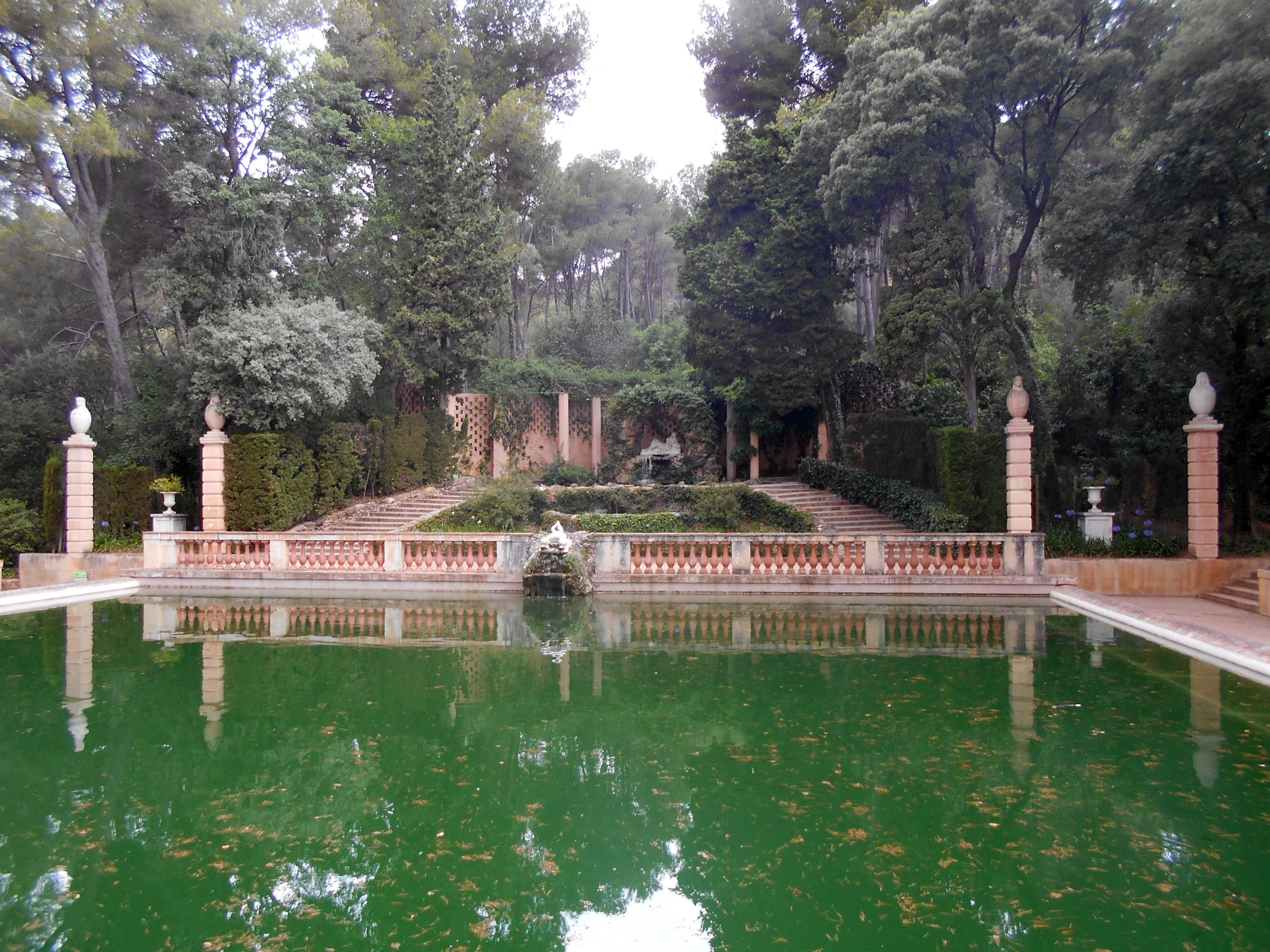
Estanque y gruta de la ninfa Egeria al fondo

#### Niveles inferiores
Tras pasar la plaza de la Fuente del Pelícano y bordeando aún la reja del palacio se halla, junto a la verja de acceso posterior del jardín de los Bojes, la plaza de las Columnas (o de los Leones), llamada así por ocho columnas coronadas por jarrones, dispuestas en forma de hemiciclo. Esta plaza sirve como distribuidor del jardín, ya que de aquí parten cinco caminos que recorren todo el parque. En el muro que da al jardín de los Bojes hay dos estatuas de leones, colocadas con motivo de la visita de Fernando VII en 1828.
Al inicio del camino de la izquierda hay un busto que representa el Invierno, en forma de hombre barbudo con la cabeza cubierta por una capa. Forma parte de un conjunto dedicado a las cuatro estaciones, repartido a lo largo del parque: el Otoño, en forma de mujer madura, está en el llamado Laberinto pequeño; y la Primavera y el Verano, representados como una mujer y un hombre jóvenes, se hallan al inicio de las escaleras que conducen al pabellón de Carlos IV.
En la terraza inferior se encuentra el jardín de las Flores, donde hay una alberca decorada con una cabeza de tritón y dos jarrones con conchas incrustadas. Entre la vegetación destaca una secuoya que está catalogada de interés especial y hay unos caminillos bordeados por setos de corta altura. En este nivel hay un cubículo que alberga una fuente con una pica en forma de concha y un surtidor en forma de mascarón. Unas escaleras conducen al siguiente nivel, donde se encuentra la plaza de Reloj, llamada así por una columna que antaño hacía de reloj de sol, aunque se han perdido los indicadores situados en el suelo. Realizada en piedra, la columna tiene 4,22 m de altura.
La plaza del Reloj sirve de punto intermedio entre el laberinto y el jardín de los Musgos —también llamado Laberinto pequeño por la forma intrincada de sus caminos—, que contiene un bosquete de encinas y una gruta de piedra rústica conocida como fuente de la Pirámide, con un surtidor de agua en forma de cabeza de león. También hay una glorieta con un busto del rey Midas sobre un pedestal, así como el busto del Otoño.

#### Laberinto y Mirador

Plano del laberinto: 1-entrada, 2-escultura de Eros, 3-salida, 4-gruta de Eco, 5-templete de Dánae, 6-templete de Ariadna, 7-relieve de Deucalión y Pirra, 8-relieve de Traslación al cielo de una mujer amada por un dios, 9-plaza del reloj de sol

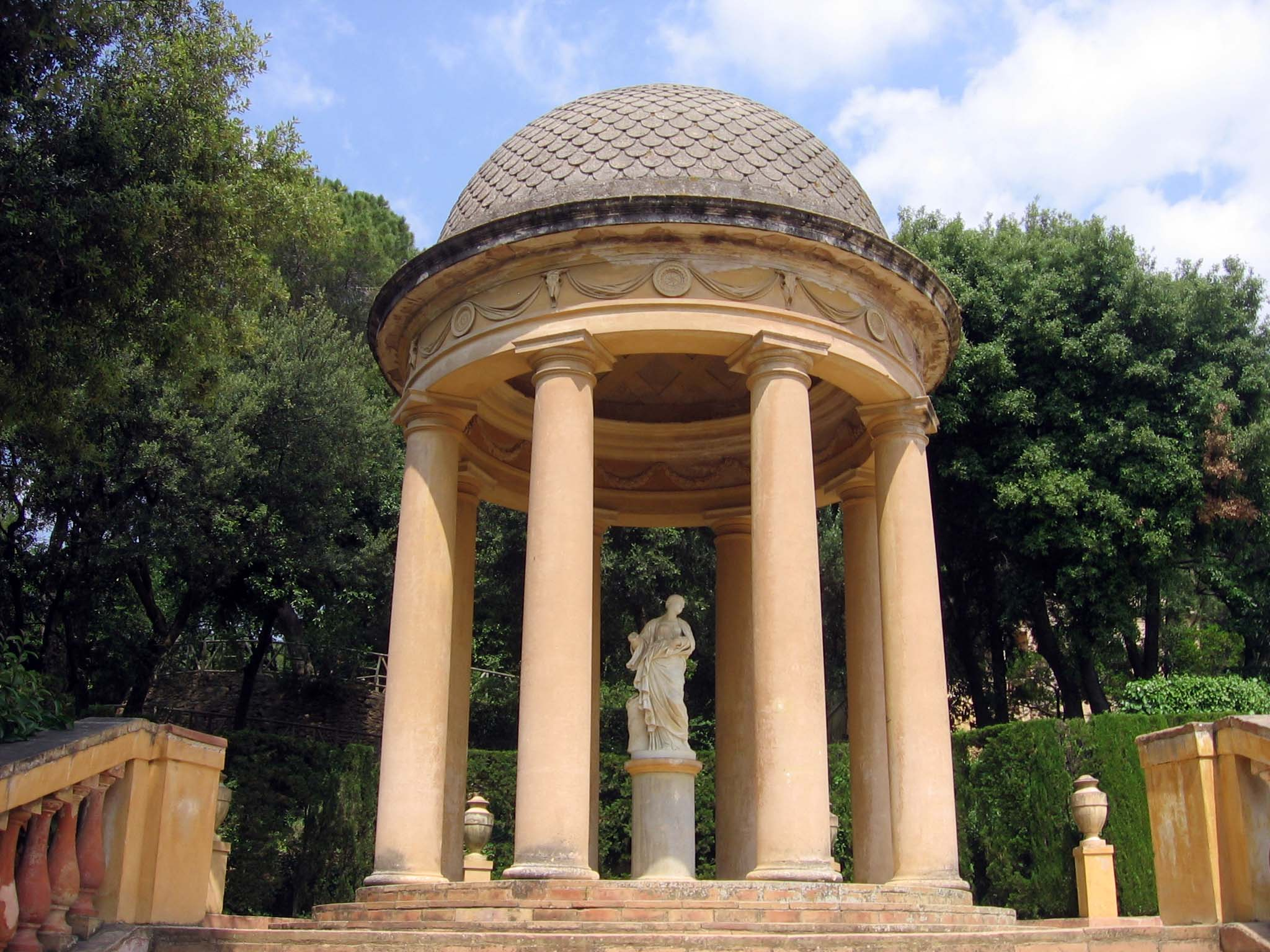
Templete de Dánae

En la parte occidental de este nivel se halla el laberinto vegetal que da nombre al parque. Está formado por 750 metros lineales de cipreses recortados, que ocupan una superficie de 45 x 50 m. Tiene forma trapezoidal semejante a un hacha doble como la que según la mitología griega tenía el laberinto de Creta. En la entrada hay un relieve en mármol de Ariadna y Teseo, con la inscripción «Entra, saldrás sin rodeo, / el laberinto es sencillo, / no es menester el ovillo / que dio Ariadna a Teseo» y, próximo a ella, una placa recuerda la visita de Alfonso XIII en 1908. En el centro del laberinto hay una plaza con ocho entradas de cipreses, recortados en forma de arco, ornamentada con una estatua de Eros sobre un pedestal. Realizada en mármol, mide 1,40 m de altura y actualmente tiene los brazos mutilados. En la salida hay un pequeño estanque circular y, excavada en el muro de soporte de la siguiente terraza, se encuentra la gruta de Eco y Narciso, decorada con una imagen de la ninfa realizada en terracota —Narciso no está presente, aunque podría figurar simbólicamente en el estanque, en alusión al mito del joven que se enamoró de sí mismo al ver su imagen reflejada en el agua—. La gruta, que recuerda los ninfeos romanos, contiene la inscripción «De un ardiente frenesí / Eco y Narciso abrazados, / fallecen enamorados, / ella de él y él de sí».
Según Federico Revilla, el laberinto refleja las ideas cortesanas dieciochescas relativas a la galantería y los juegos eróticos —propiciados al perderse las parejas en el laberinto—, que traslucen en el fondo una visión escéptica sobre el amor. El diseño partió probablemente de los giardini d'amore italianos, de origen renacentista, que planteaban unos recorridos de contenido simbólico, relativos a los misterios iniciáticos. En Horta, esta iniciación comenzaría en la plaza de los Leones y su recorrido haría alusión a tres conceptos: creación, amor y muerte, manifestados en los relieves de mármol del conjunto. Esta simbología hace pensar posiblemente en la adscripción masónica del marqués y, probablemente, del arquitecto italiano, Bagutti.
En otro nivel, que se alza sobre el laberinto, se encuentra el Mirador o Belvedere, donde destacan dos templetes de estilo italiano con columnas toscanas y estatuas de Dánae y Ariadna. La figura de Dánae, una talla de mármol de 1,71 m de altura, lleva una bolsa de monedas que podría aludir a la lluvia de oro en que se transformó Zeus para seducirla. La de Ariadna es igualmente de mármol y de 1,68 m de altura, y lleva una copa de vino en alusión probablemente a Dioniso, quien la cortejó tras su abandono por Teseo.
Junto a estos templetes hay dos pequeños estanques decorados con relieves: Deucalión y Pirra y Traslación al cielo de una mujer amada por un dios, así como cuatro bustos —uno de ellos descabezado—, dos de hombre y dos de mujer, no identificados. El relieve de Deucalión y Pirra hace alusión al diluvio, ya que fueron los elegidos para repoblar la tierra y muestra a los dos personajes recogiendo piedras que se convertirán en sus vástagos, sobre un fondo con un paisaje y un templo dedicado a Diana. Traslación al cielo de una mujer amada por un dios representa probablemente la salvación del alma de Dido tras matarse por su amor a Eneas. Aparecen dos mujeres sobre una nube, una de ellas alada y otra con una flecha, mientras dos putti se agarran a las piernas de la figura alada. Esta última podría ser Iris, la personificación del arco iris, representada habitualmente con alas y caduceo, aunque también se ha sugerido su identificación con Ío, Sémele o Afrodita.

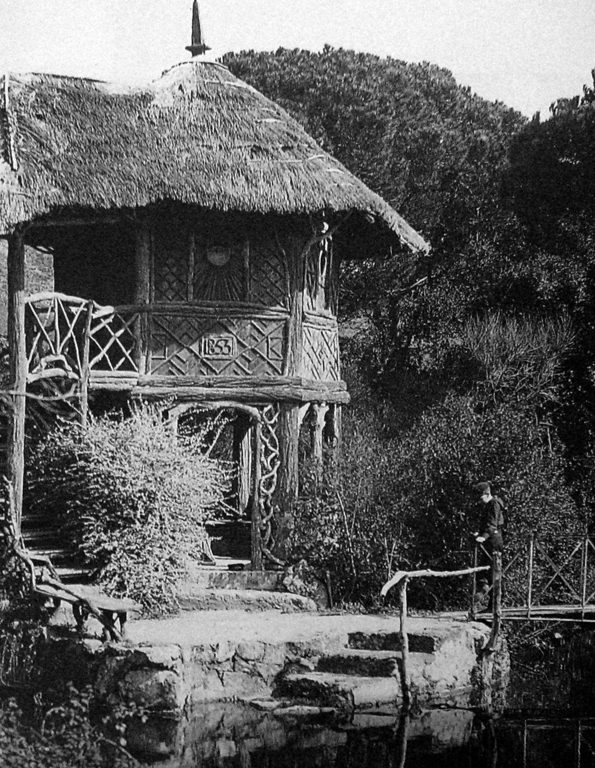
Cabaña de la isla del Amor

Entre este nivel y la terraza superior transcurre el Canal romántico, un largo canal de tres metros de profundidad antiguamente navegable, trazado por Elías Rogent en 1853. En la parte oriental del canal está la llamada isla del Amor, accesible por un puentecillo de hierro, que antaño albergaba una cabaña de madera, hoy desaparecida, inspirada probablemente en la casa del Pescador del parque del Retiro de Madrid.

#### Nivel superior
En el nivel superior se levanta el pabellón de Carlos IV, de estilo neoclásico y aire italianizante. Construido en 1794 por Domenico Bagutti, evoca ligeramente a la Villa Capra de Palladio. En la base del muro de este pabellón hay una lápida de mármol con una inscripción alusiva a la visita de Carlos IV en 1802. El pabellón está coronado por una escultura que representa El Arte y la Naturaleza, de 1,82 m de altura y realizada en mármol, en cuya base hay dos inscripciones en latín (una en cada lado): «ARTIS NATURAQUE PARIT CONCORDIA PULCHRUM» (la armonía del arte y la naturaleza engendra belleza) y «ARS CONCORS FOETUM NATURAE MATRIS ALUMBRAT» (el arte armonioso da luz al fruto de la madre naturaleza). Antiguamente había otras dos inscripciones hoy desaparecidas: «NOSTRA NEQUE ERUBUIT SILVAS HABITARE THALIA» (nuestra Talía tampoco se avergonzó de vivir en el bosque) y «O NULLO TURBATA DOLO PAX HOSPITA RURIS» (oh, paz acogedora del campo, no perturbada por ningún engaño).

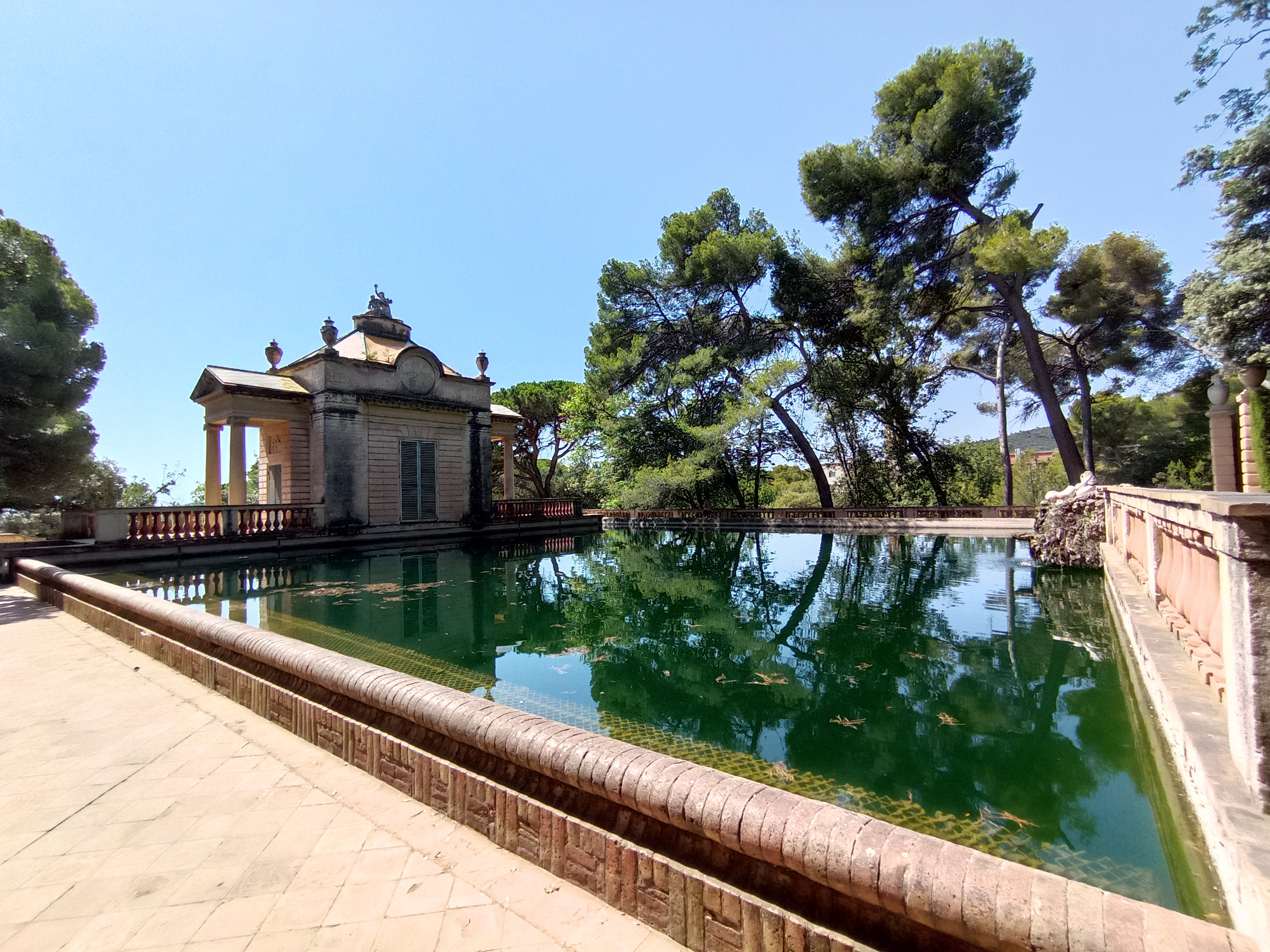
Estanque y pabellón de Carlos IV

El pabellón tiene dos puertas laterales y otras dos en forma de balcón en la parte frontal y posterior, al estilo de los folies dieciochescos. Las puertas laterales tienen sendos relieves de terracota, uno dedicado a las artes y otro a las ciencias, mientras que en el interior hay otros dos de escayola, alusivos a la guerra y la paz. Los primeros aluden a las cualidades intelectuales del marqués, mientras que los otros dos hacen referencia a sus virtudes morales. El relieve de las artes presenta a Clío, musa de la historia, acompañada de una esfinge y una figura alada, como representación simbólica de la apoteosis del marqués, según precedentes romanos. El de las ciencias presenta a Urania, musa de la astronomía, señalando un globo terráqueo con un compás, acompañada de Calíope y Euterpe y otra musa no identificada, mientras que un carro lunar en la parte superior podría aludir a Mnemósine, madre de las musas. Los dos del interior hacen referencia a dos momentos de la vida del aristócrata: cuando el Consejo de la ciudad pidió su ayuda en tiempos de crisis y cuando le ofrecieron un cargo militar durante la ocupación napoleónica.
En la decoración interior destacaba un retrato del marqués hoy desaparecido, así como un friso alusivo a Apolo y las musas, con relieves de escayola con los nombres de estos personajes y diversas virtudes que aludían a la personalidad del marqués:

CONSTANCIA-GENIO-PRUDENCIA-TEMPLANZA
URANIA-ASTROLOGÍA
MNEMÓSINE-MADRE DE LAS MUSAS
POLYMNIA-GESTOS Y BAILES
ERATO-VERSO AMATORIO E HYMNOS
CLIO-HISTORIA
APOLO-PRÍNCIPE DE LAS MUSAS
CALLIOPE-VERSO HEROICO
THALIA-COMEDIAS Y AGRICULTURA
MELPÓMENE-TRAGEDIA
TERPSÍCORE-CHITARA Y DANZAS
EUTERPE-CANTO DE LA FLAUTA

Junto al pabellón hay un estanque cuadrado con peces, con una escultura de dos delfines con las colas entrelazadas, que echan agua por la boca. Está realizada en mármol sobre una base de rocalla. Aquí se encuentra una lápida de mármol con una inscripción latina que hace referencia al año de construcción: «HOC TERRAE SITIENTI MARCHIO RUBIS DELICIARUM AMATOR AUXILIUM PARAVIT. A.D. MDCCLXXXXIV» (el marqués, amante de las delicias del campo, preparó esta ayuda a la tierra sedienta, año del Señor 1794).
Detrás de la alberca se encuentra la gruta de la ninfa Egeria —una de las náyades, habitantes de fuentes, ríos y lagos—, construida por Bagutti en 1804. Presenta dos niveles con escaleras a cada lado y dos estanques circulares con surtidores de agua. En el estanque superior un hemiciclo formado por un muro y seis columnas con pérgola aloja la gruta con la estatua de la ninfa, de mármol blanco, que está atribuida al propio Bagutti. El conjunto está inspirado posiblemente en la gruta de Stowe (Buckinghamshire, Reino Unido), o bien en la de Stourhead House (Wiltshire), que tiene una escultura de una ninfa durmiente similar a esta. Junto a las escaleras que dan acceso a esta gruta hay cuatro columnas exentas coronadas con los llamados «vigilantes», unas curiosas estatuas con cuerpo en forma de huevo y cabeza humana, de posible inspiración en los vasos canopos egipcios.
El abastecimiento tanto de la gruta como de la alberca, el canal, la cascada y otros elementos acuíferos del parque, procede de tres fuentes naturales situadas ladera arriba, en la zona boscosa del parque: son las fuentes del Garrofer (algarrobo), del Ferro (hierro) y de la Marquesa.

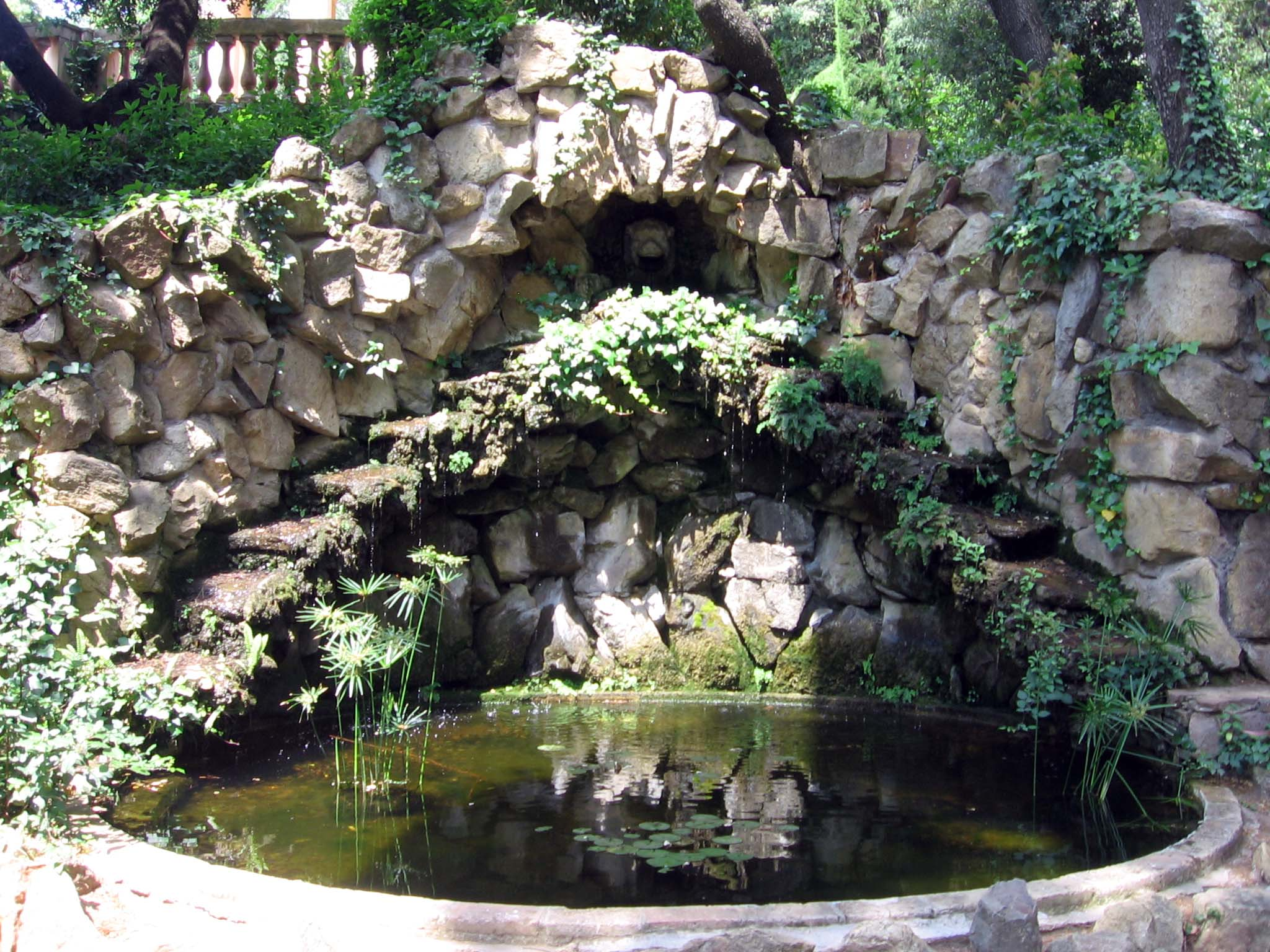
Fuente de la Pirámide
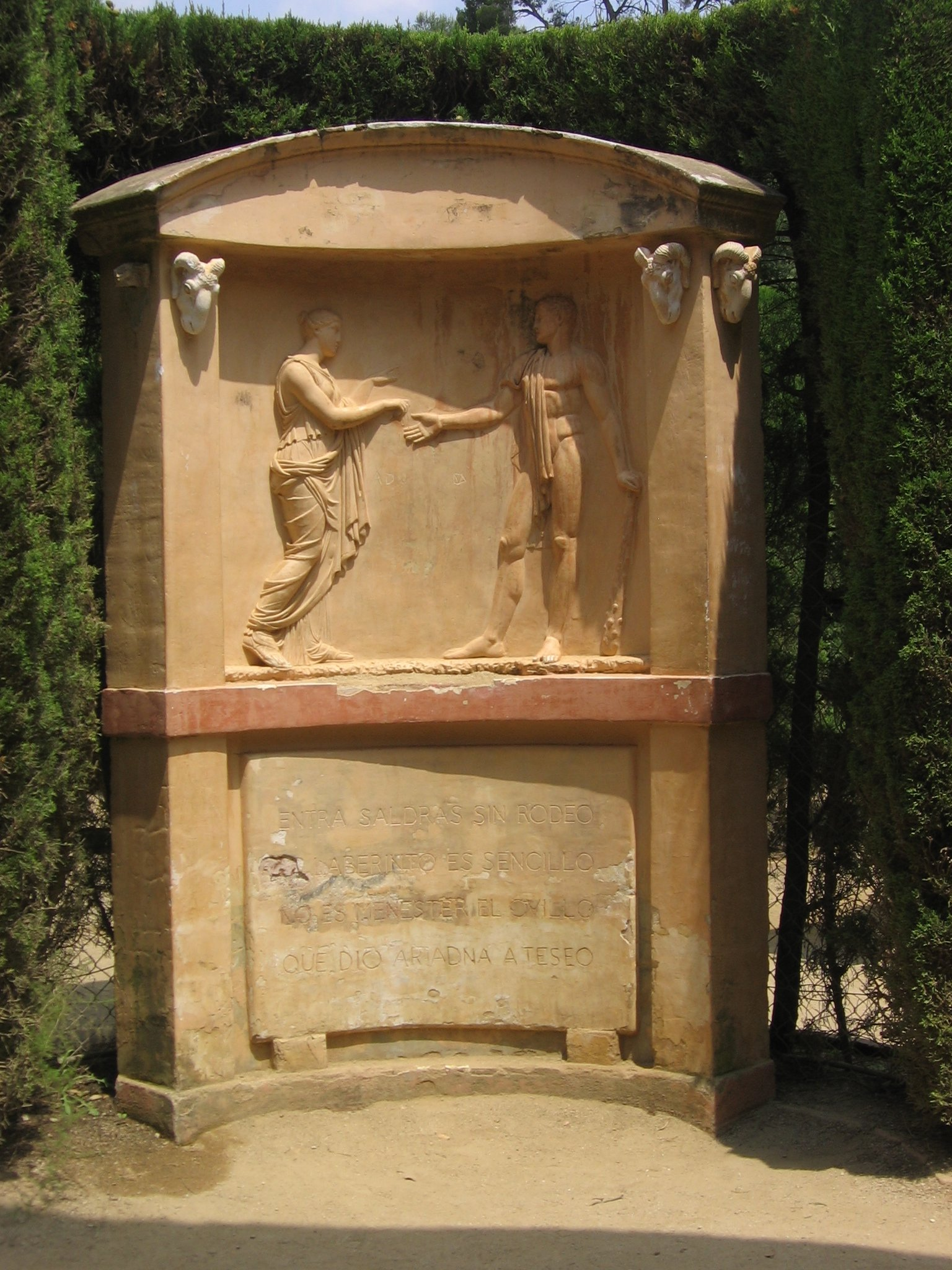
Relieve de Ariadna y Teseo
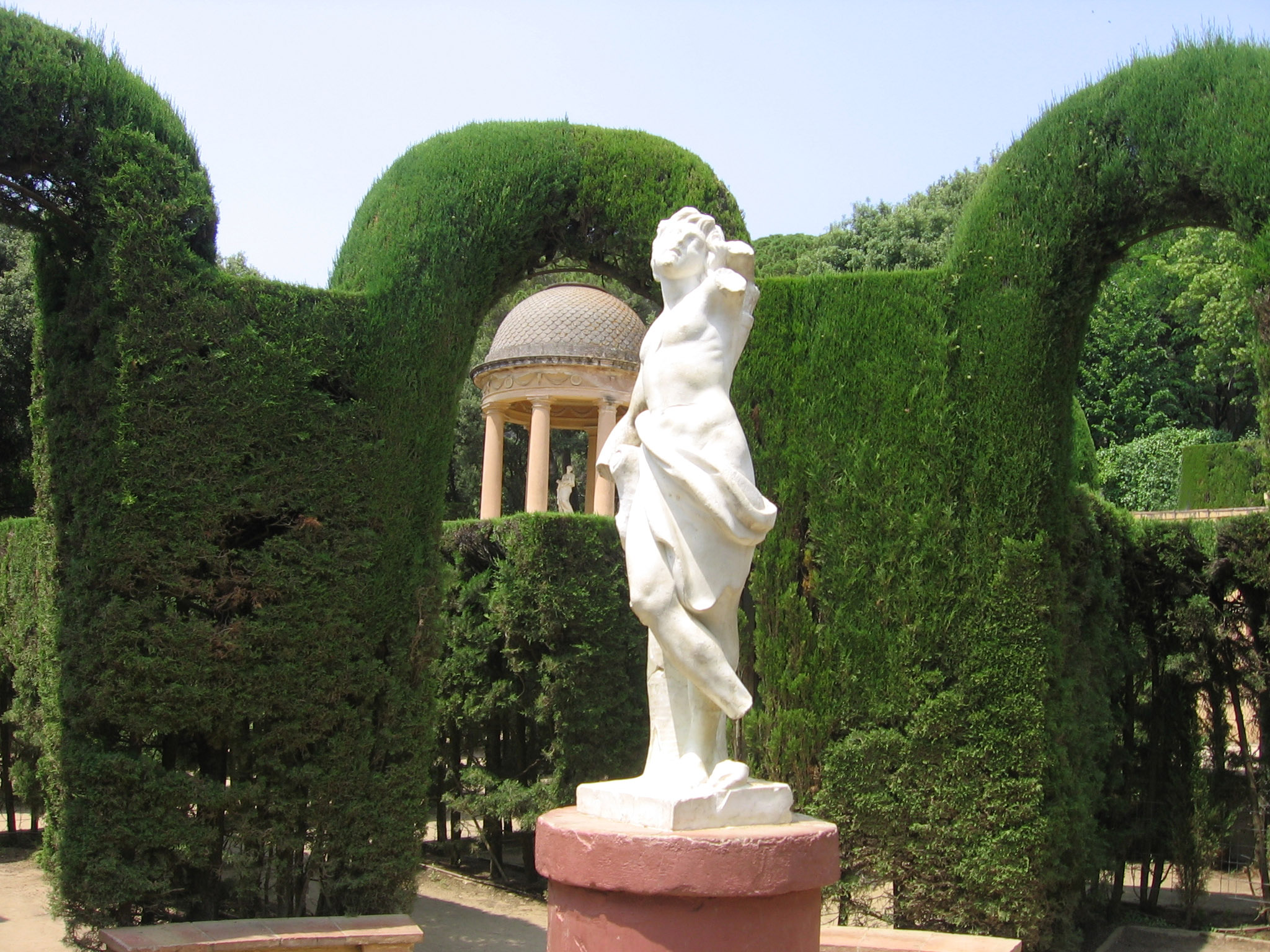
Estatua de Eros en el centro del laberinto
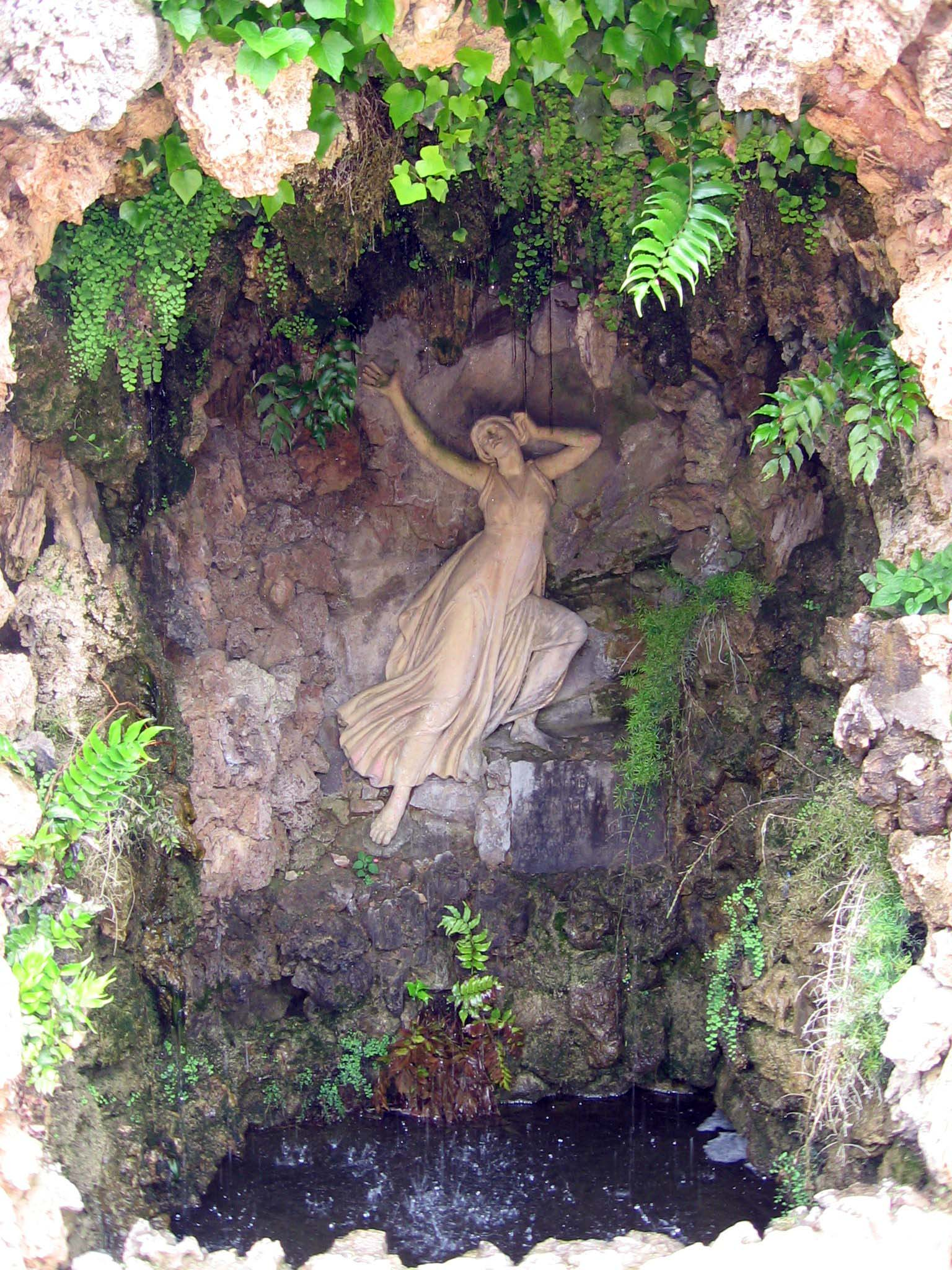
Gruta de Eco y Narciso
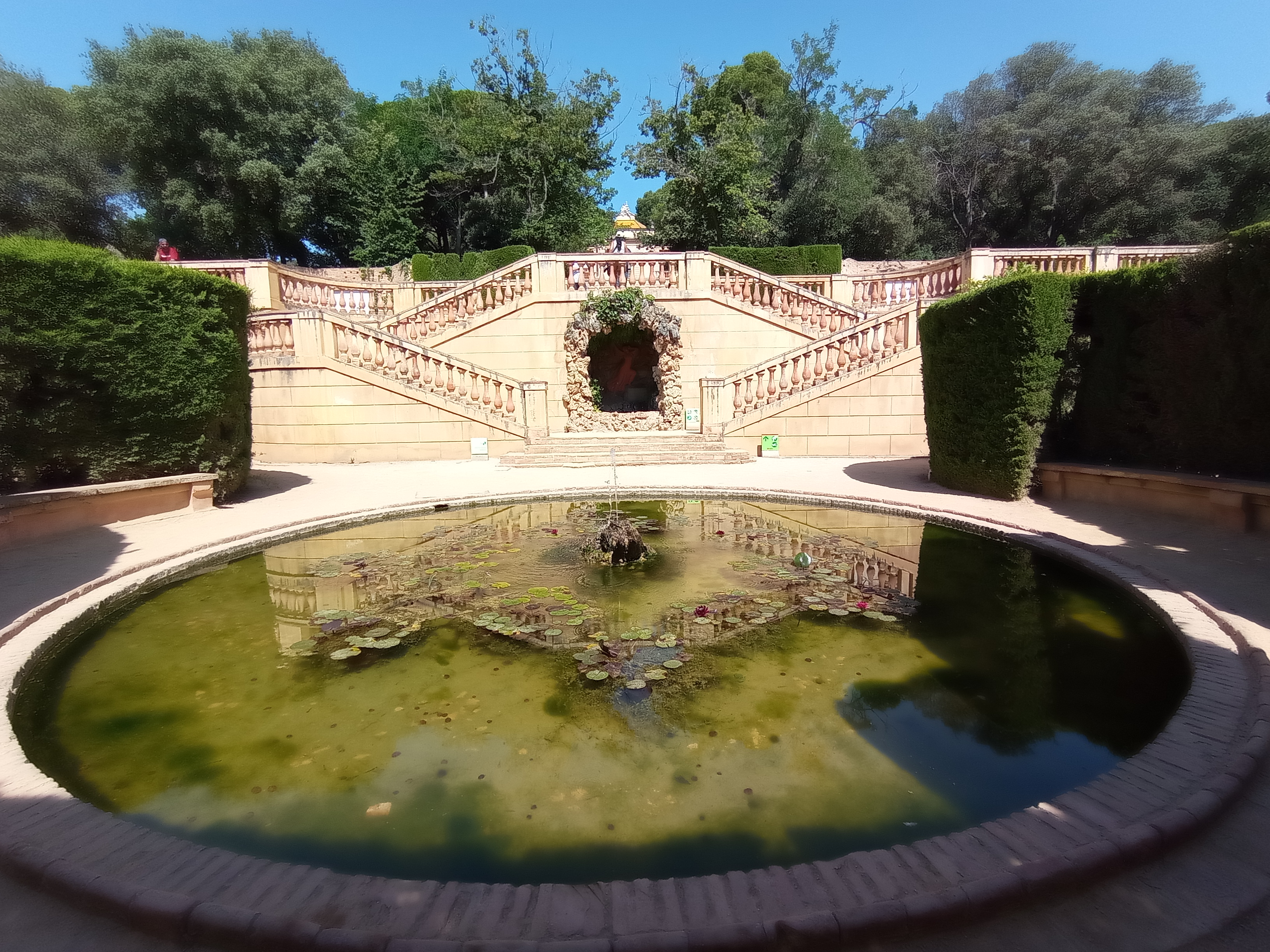
Escalinata del Belvedere
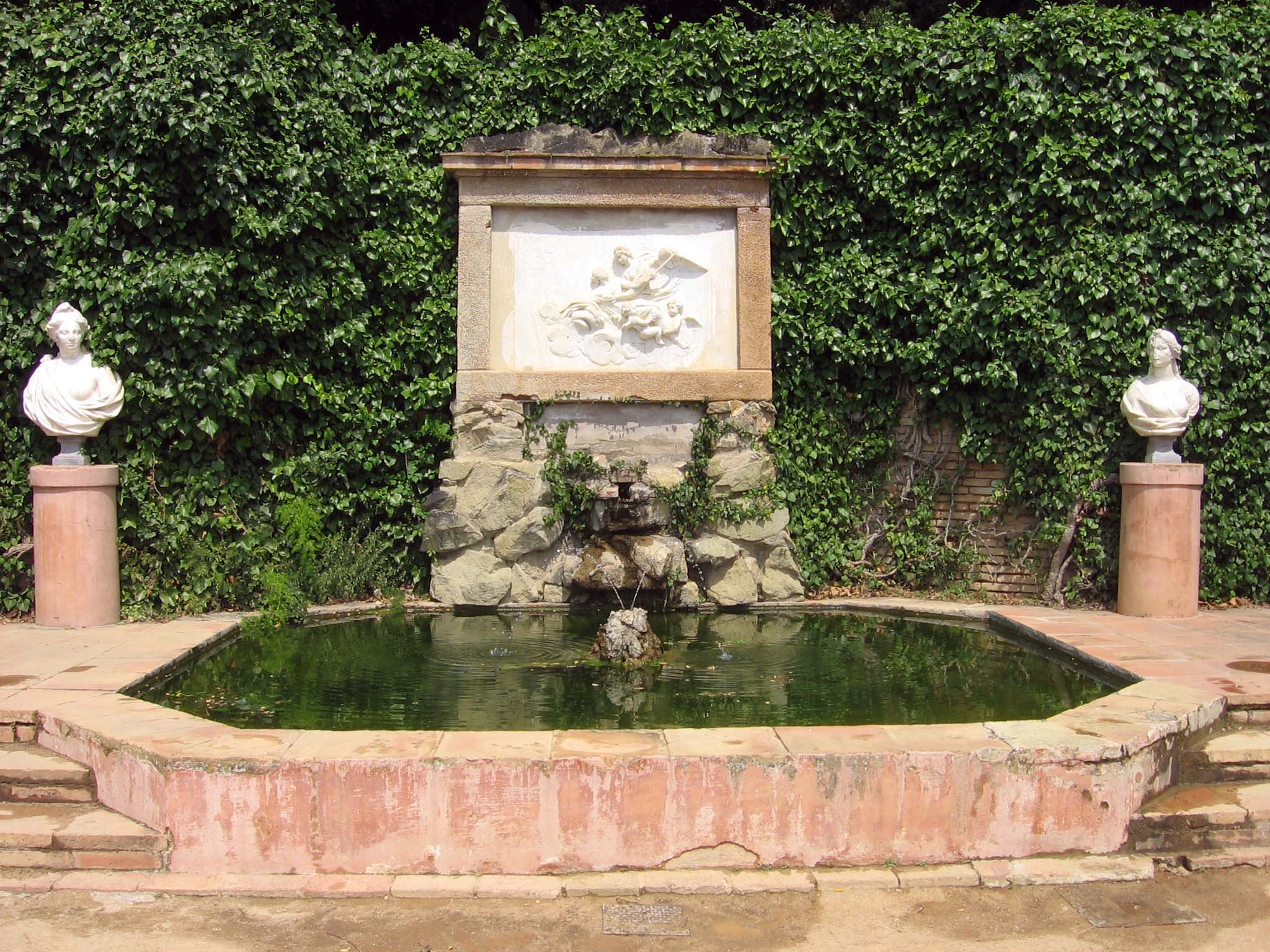
Estanque con bustos y relieve de Traslación al cielo de una mujer amada por un dios
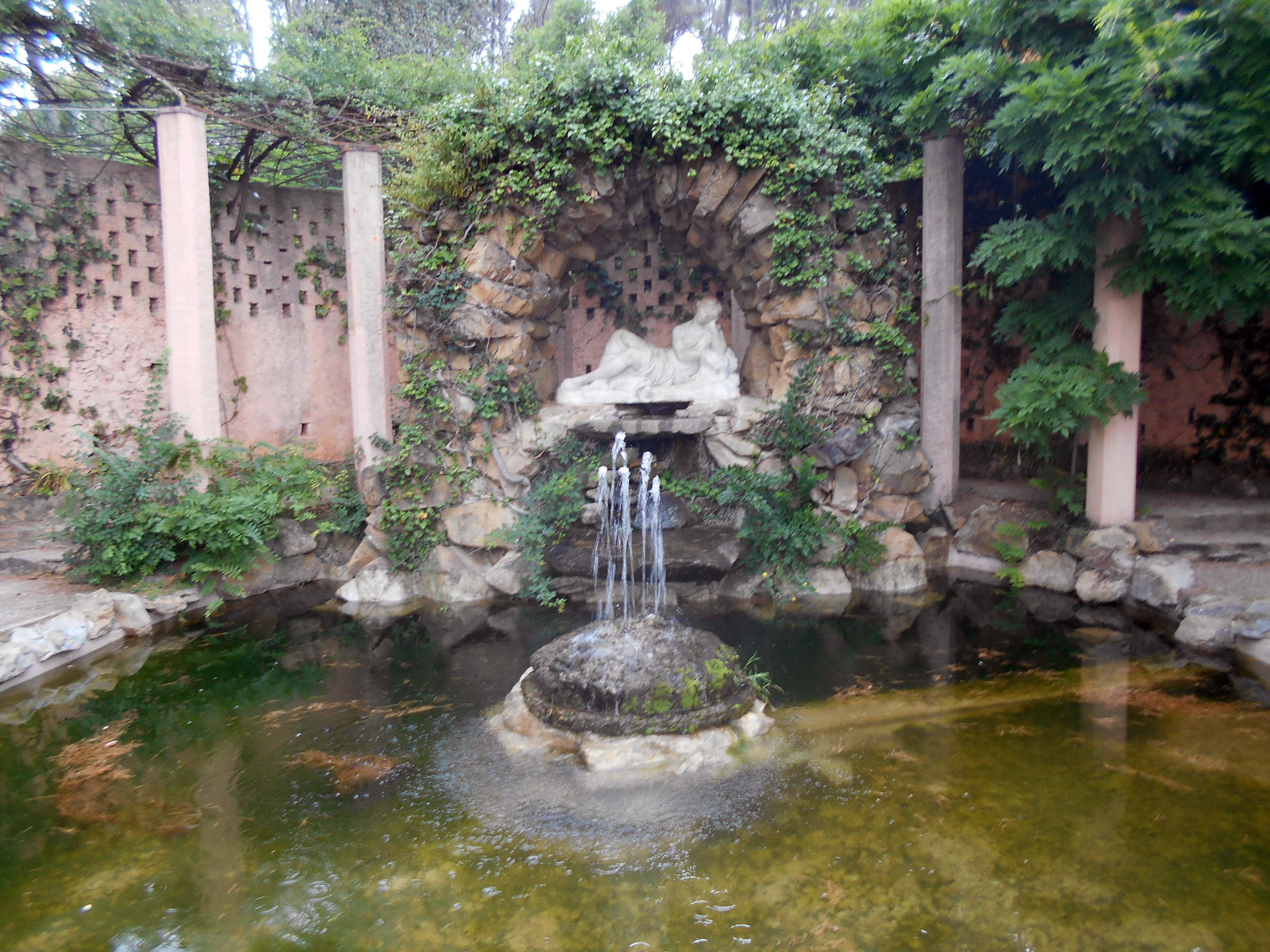
Gruta de la ninfa Egeria

### Jardín romántico

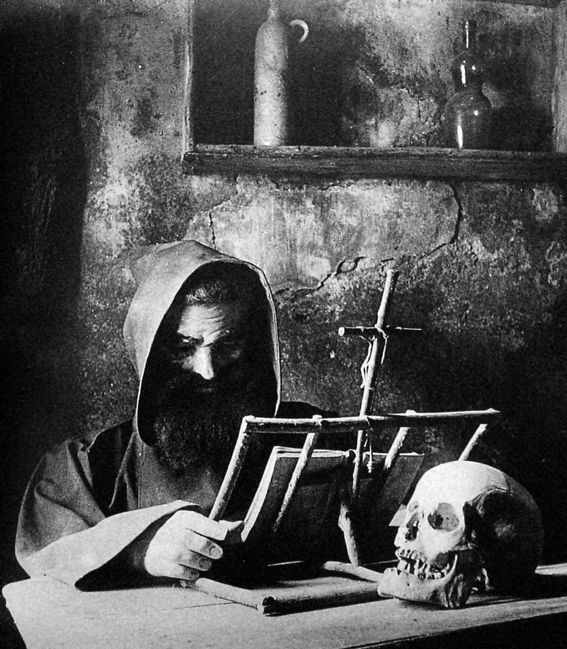
Autómata de la «cabaña del ermitaño»

En la parte occidental del parque se encuentra el jardín romántico —ocupado antiguamente por una huerta—, separado del neoclásico por un camino que transcurre por una vaguada. En la parte central de este camino hay una fuente grutesca, de estilo renacentista, con forma de doble arco de medio punto y tres tazas escalonadas, sobre las que hay una escultura de un pez que vierte el agua, muy desdibujado hoy día por el depósito de sedimentos calcáreos y el musgo. Al final del camino, en la zona colindante con el bosque, hay una cascada, con una placa dedicatoria «a Maria Rosa Moreno, historiadora de los jardines y el laberinto de Horta, 1939-1995». De aquí surge una riera que cubre todo el linde del jardín, englobando en su interior una serie de parterres y estanques con plantas acuáticas, a la sombra de grandes árboles perennes que otorgan a esta zona un ambiente sombrío.
Solo se conservan algunos vestigios del antiguo diseño, pero parece ser que la motivación del jardín romántico era aludir al tema de la muerte —había una réplica de un pequeño cementerio medieval, hoy desaparecido—, mientras que el jardín neoclásico gira en torno al tema del amor. Quedan algunos restos del cementerio, como capiteles y lápidas, alineados hoy día como elementos decorativos en una de las paredes del jardín. En este falso cementerio estaba la cabaña del Ermitaño que albergaba un autómata caracterizado como un monje llamado «padre Félix» que consultaba una calavera. Actualmente la cabaña está vacía y, junto a ella, hay una hornacina con un amorcillo y la inscripción «Exvoto». También hay una cabaña llamada del Payés, que antiguamente tenía una figura de tamaño natural, el «colono Bartolomé», con un juego de llaves en la mano.
La parte baja del jardín romántico albergaba un jardín Oriental hoy desaparecido, uno de cuyos accesos era una puerta china que aún se conserva cerca de la entrada del parque y que da a una terraza de parterres geométricos y un pequeño estanque circular con surtidor de agua, formulados en la restauración efectuada en 1994.

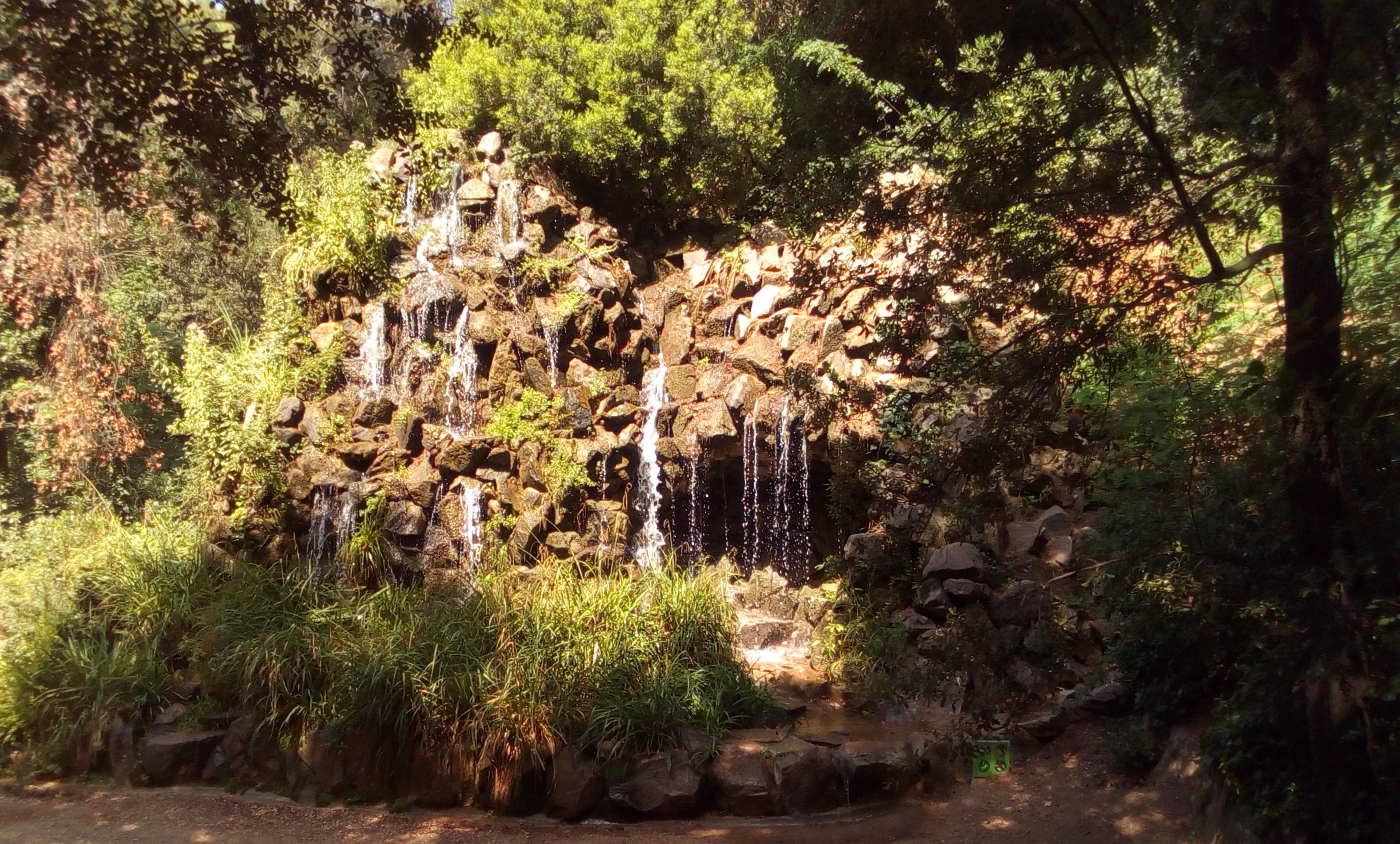
Cascada
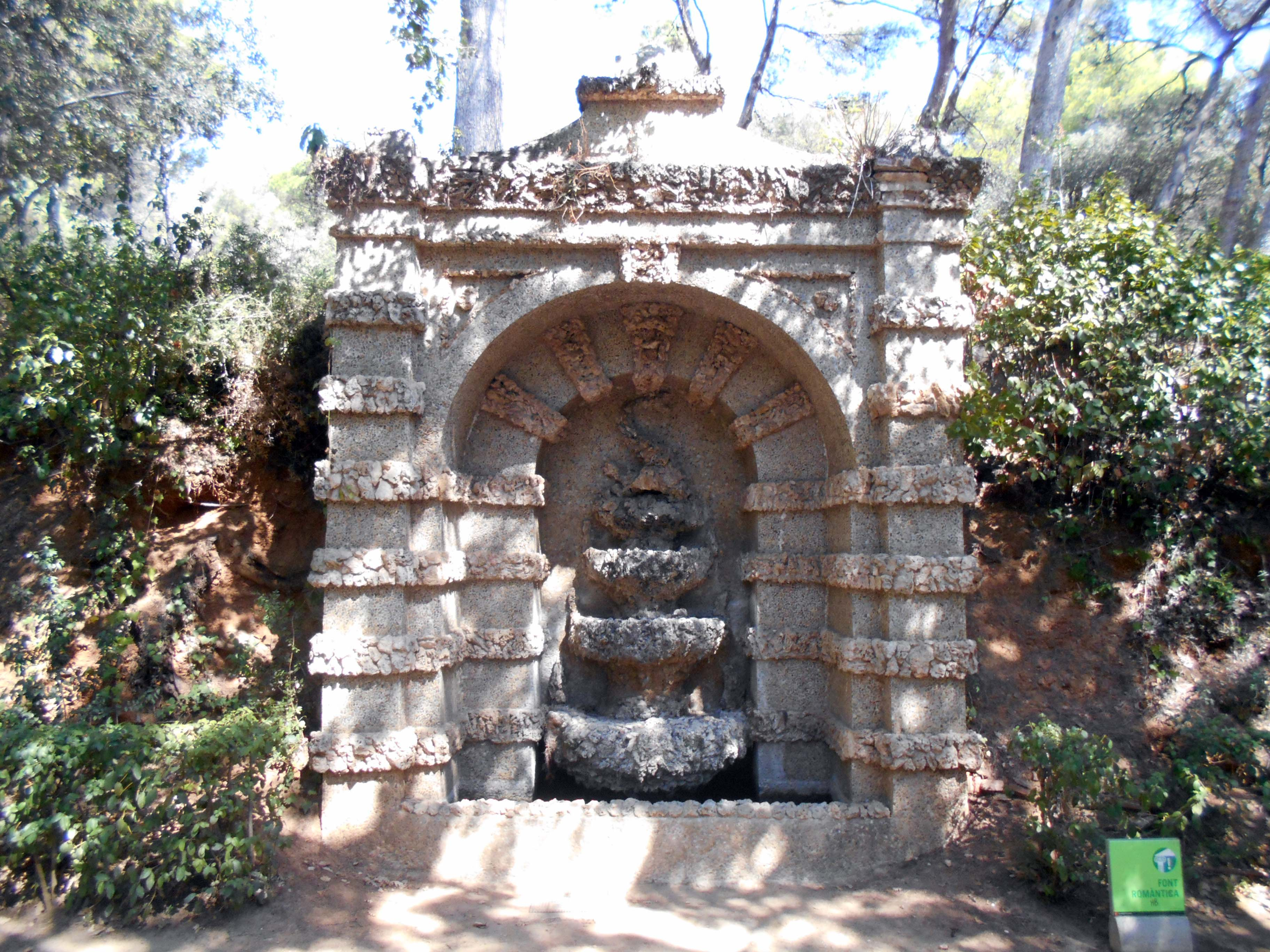
Fuente grutesca
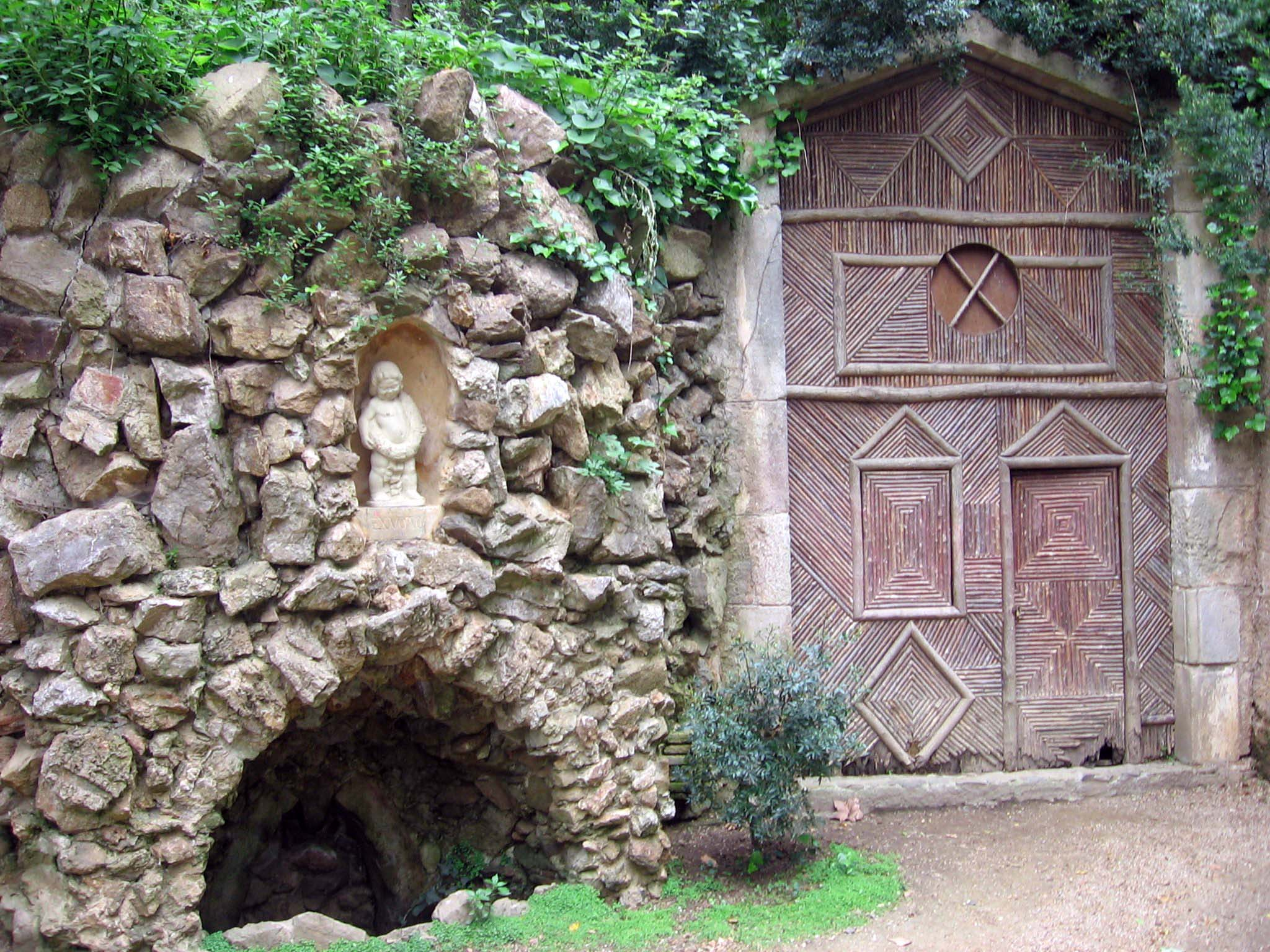
Exvoto (a la izquierda) y cabaña del ermitaño
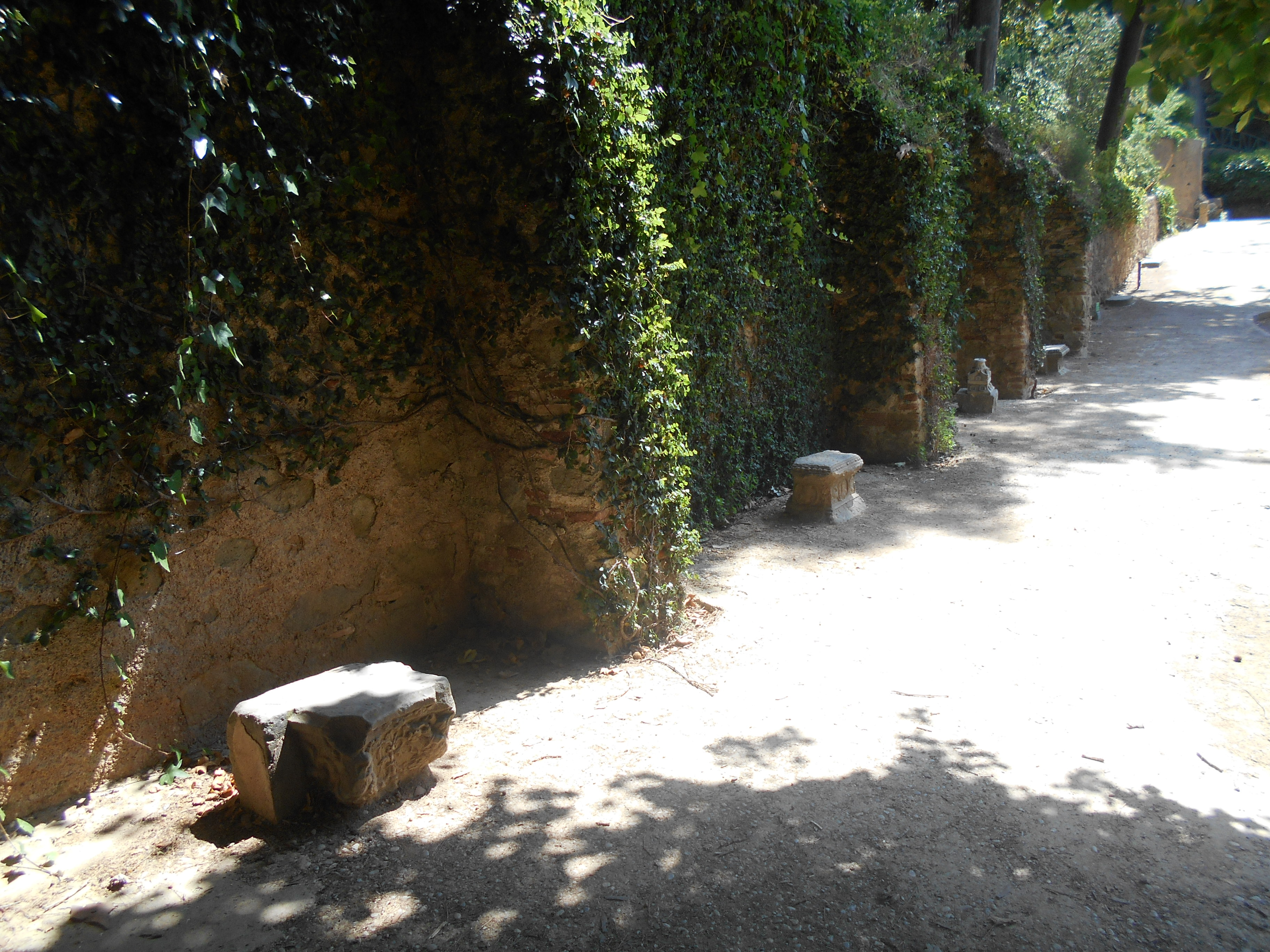
Restos del falso cementerio
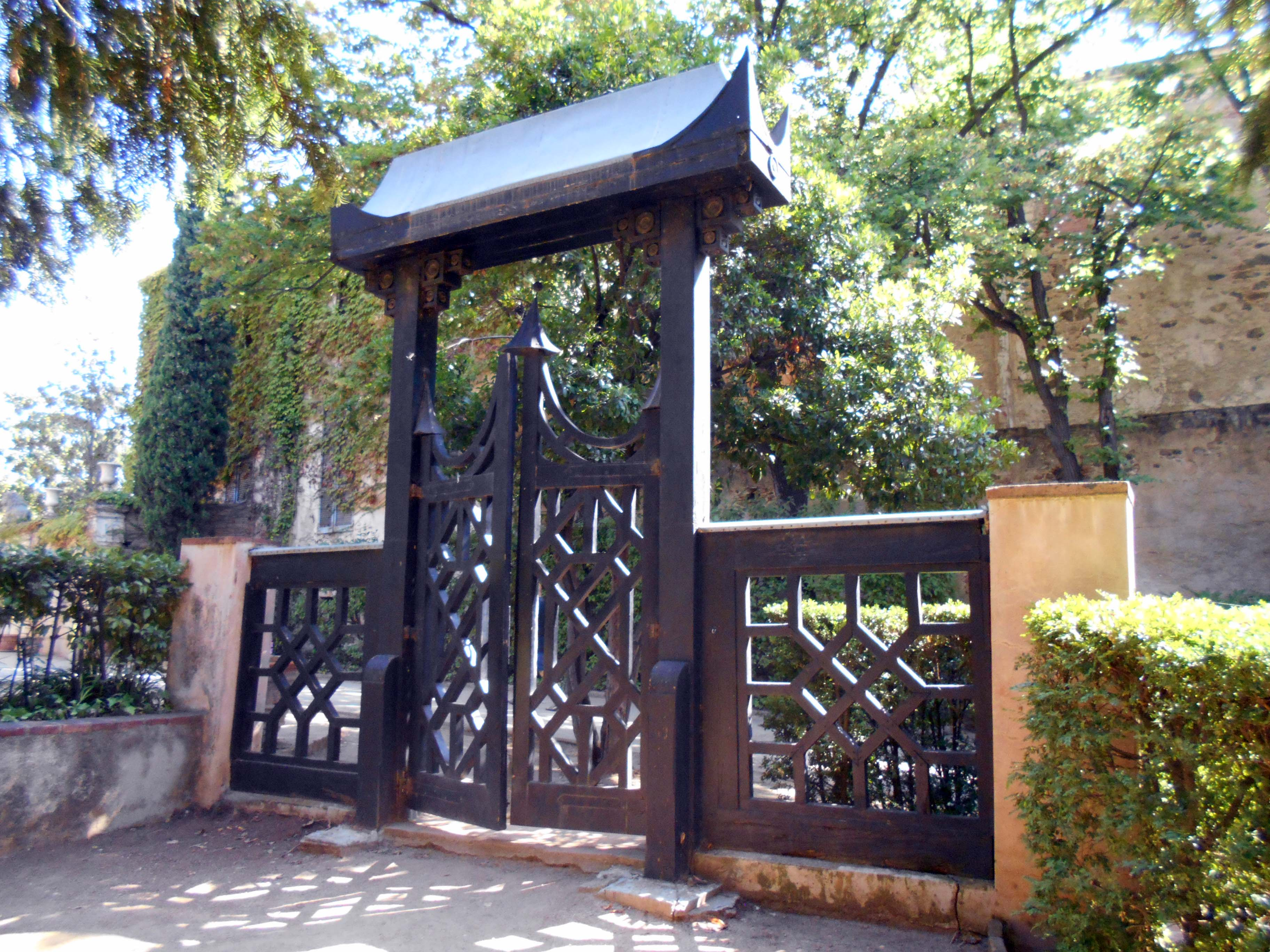
Puerta china
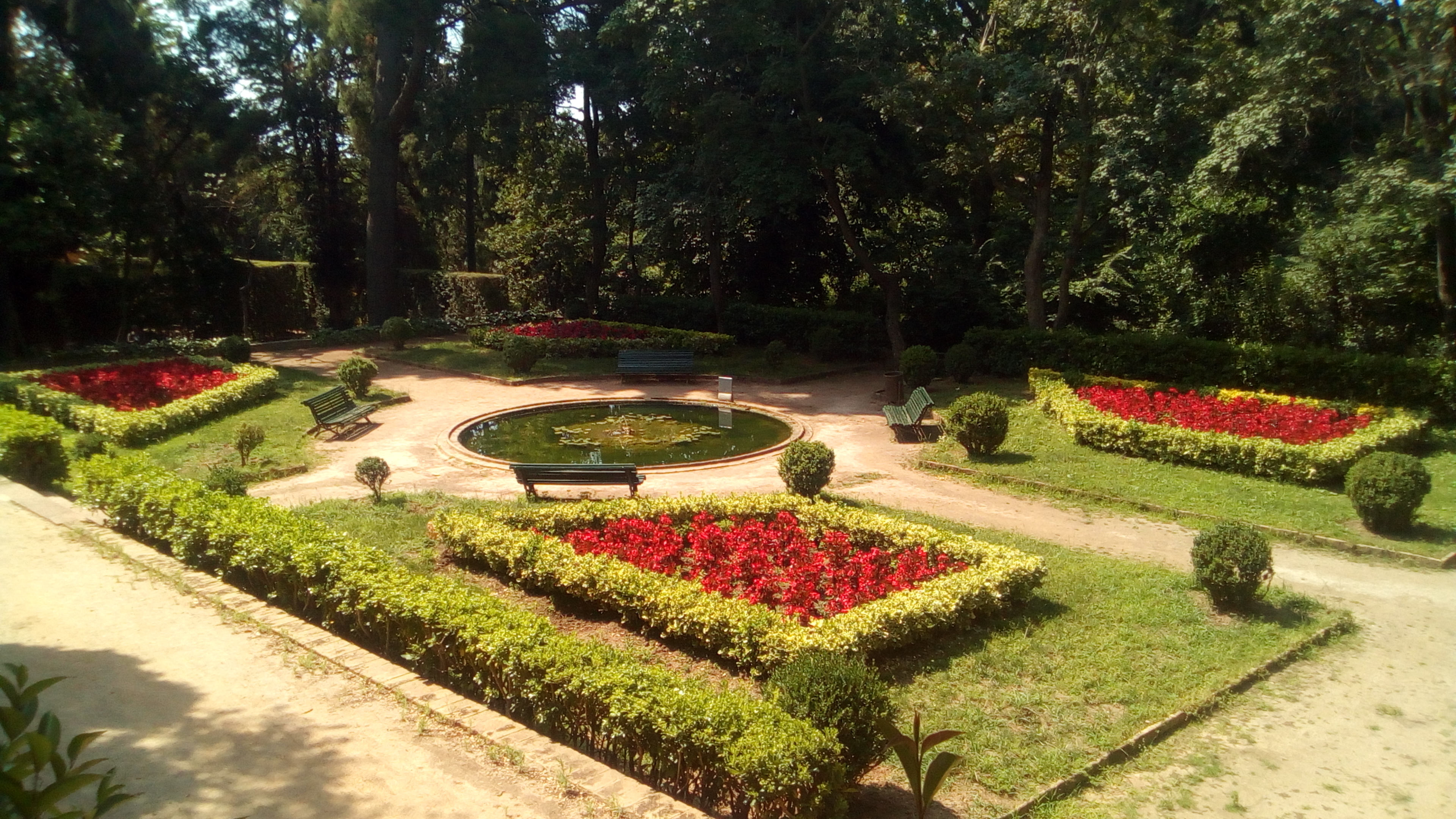
Antiguo jardín oriental

## Flora y fauna

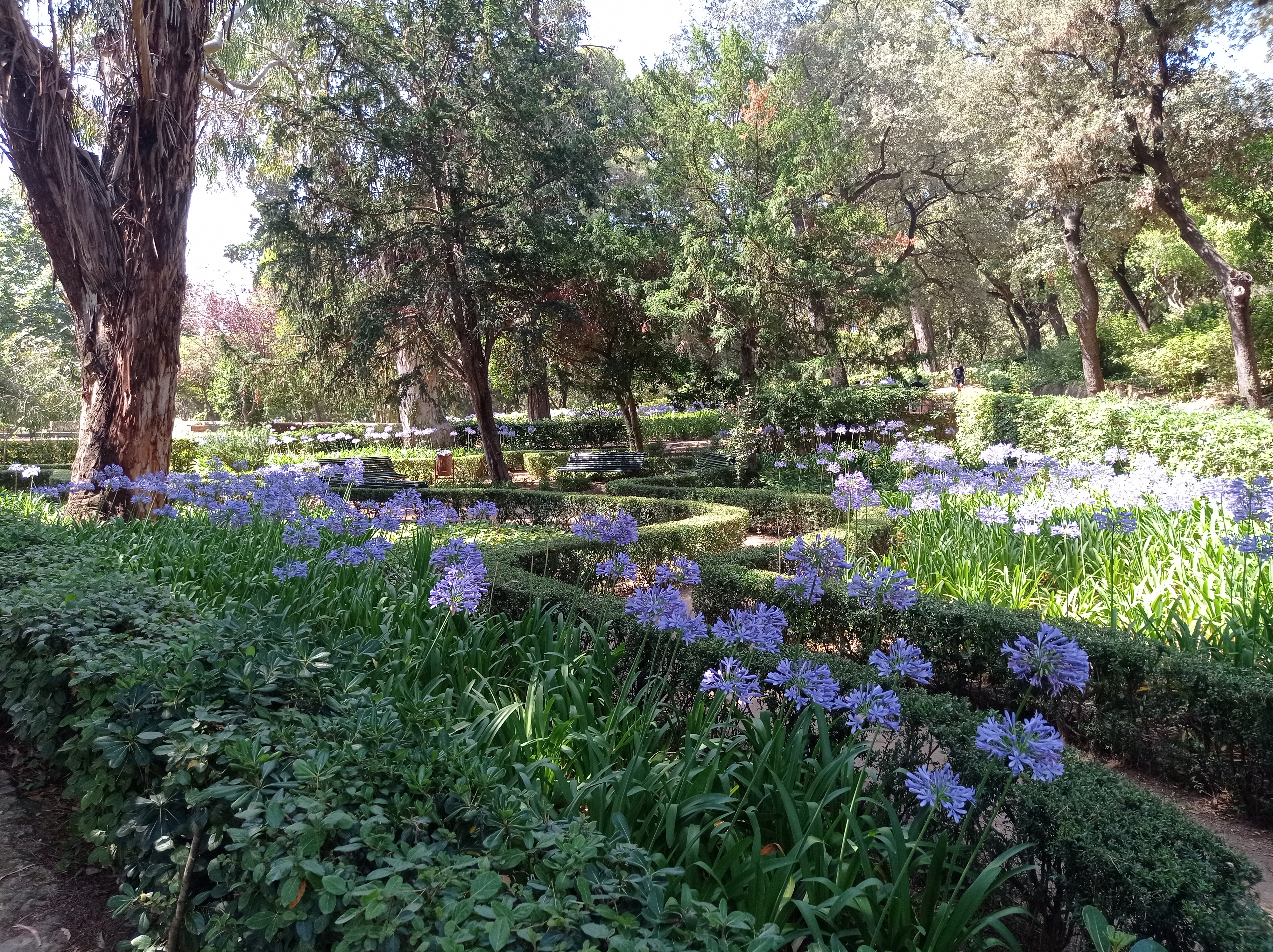
Jardín de las Flores

El parque del Laberinto es uno de los más ricos de la ciudad en cuanto a diversidad biológica: según el ornitólogo Xavier Batllori, es «el mejor y más estable de la ciudad». En 2014 el Ayuntamiento de Barcelona lo declaró, junto a los jardines de la Tamarita, como «refugio de fauna y flora», dentro del Plan por la biodiversidad promovido por el consistorio para la protección del medio ambiente. El objetivo es integrar estos espacios dentro de la red de refugios naturales de la Fundación World Nature.
El palacio Desvalls acoge desde 1993 el Centro de Formación del Laberinto de Horta, un instituto municipal especializado en jardinería y paisajismo. En él se imparten cursillos para aficionados a la jardinería, pero también formación continuada para profesionales del sector. El centro organiza también cursos monográficos dedicados a diversas especialidades, así como charlas y jornadas técnicas. También acoge una biblioteca formada por más de tres mil volúmenes, además de suscripciones a una treintena de revistas especializadas.
La vegetación del parque es típicamente mediterránea y, en general, mantiene las especificidades propias de la sierra de Collserola. La zona forestal destaca por la presencia de encinas y robles, así como algunos madroños. La zona baja de la finca había sido usada antes de la planificación del jardín como huerta, con plantaciones de algarrobo, olivo, mirto, pino blanco y viña. Para la construcción del jardín se repobló la zona con nuevas especies, algunas de ellas de climas más cálidos, ya que esta zona está resguardada por la sierra de los vientos del norte y tiene una buena exposición al sol; se plantaron así especies como la magnolia, la washingtonia, la palmera y el pino de Canarias, así como diversos arbustos como el romero y la retama. También, gracias a la abundancia de agua, se pudieron plantar especies como el árbol del amor, el álamo del Canadá, el olmo, la acacia del Japón, el tilo, el plátano, el castaño de Indias o la secuoya.

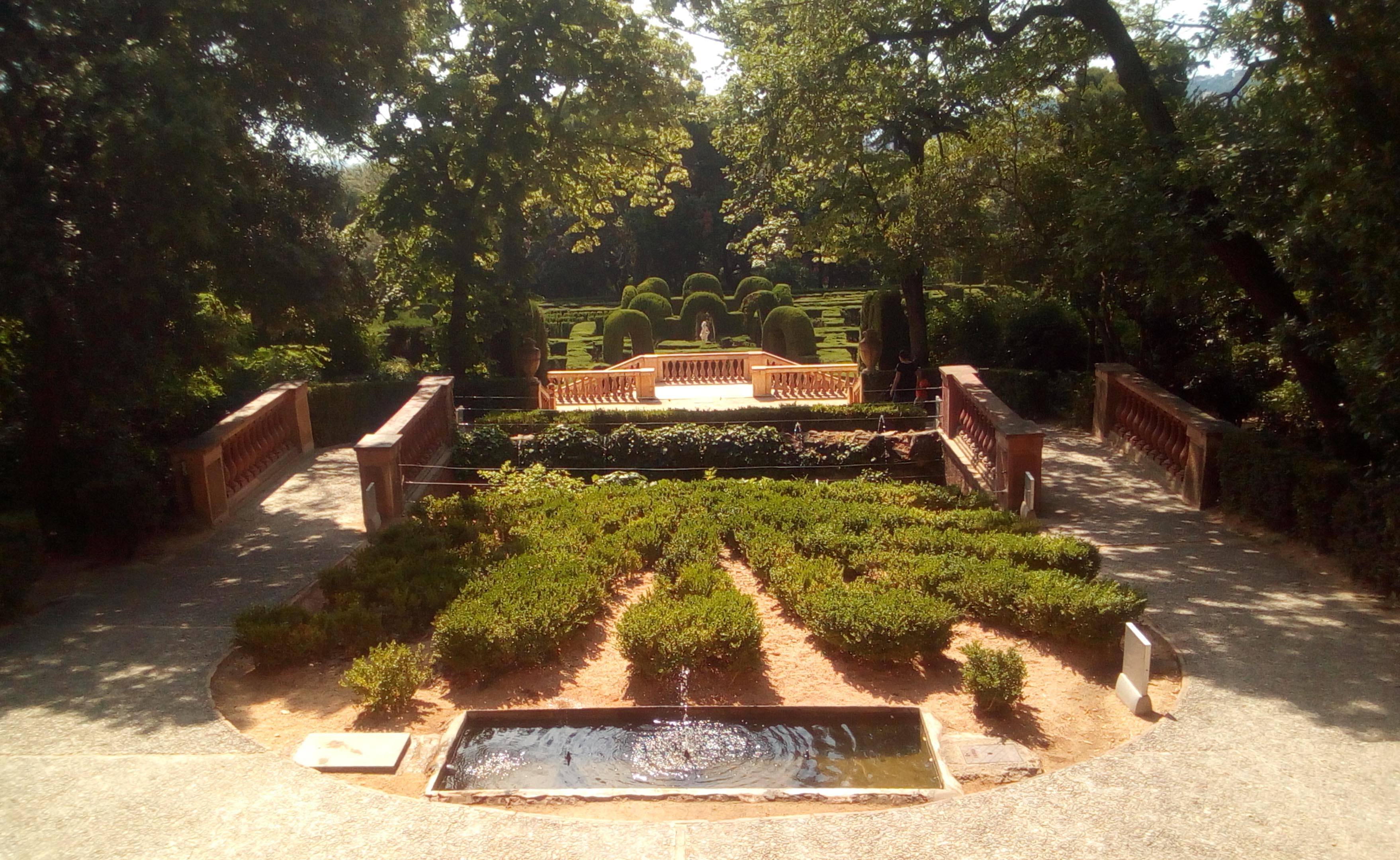
El laberinto visto desde el pabellón neoclásico

Además del laberinto, formado por setos de ciprés (Cupressus sempervirens), el parque cuenta con numerosas especias vegetales, entre las que se encuentran: boj (Buxus sempervirens), tilo (Tilia tomentosa), cedro del Himalaya (Cedrus deodara), tejo (Taxus baccata), cocula (Cocculus laurifolius), árbol de Júpiter (Lagerstroemia indica), encina (Quercus ilex), laurel (Laurus nobilis), secuoya (Sequoia sempervirens), pino (Pinus halepensis y Pinus pinea), roble (Quercus robur), evónimo (Euonymus japonicus), durillo (Viburnum tinus), pitósporo (Pittosporum tobira), agracejo de Japón (Berberis thunbergii), hiedra (Hedera helix), flor del amor (Agapanthus umbellatus), helecho (Nephrolepis exaltata), rusco (Ruscus aculeatus), fresno (Fraxinus ornus), plátano (Platanus acerifolia), etc.

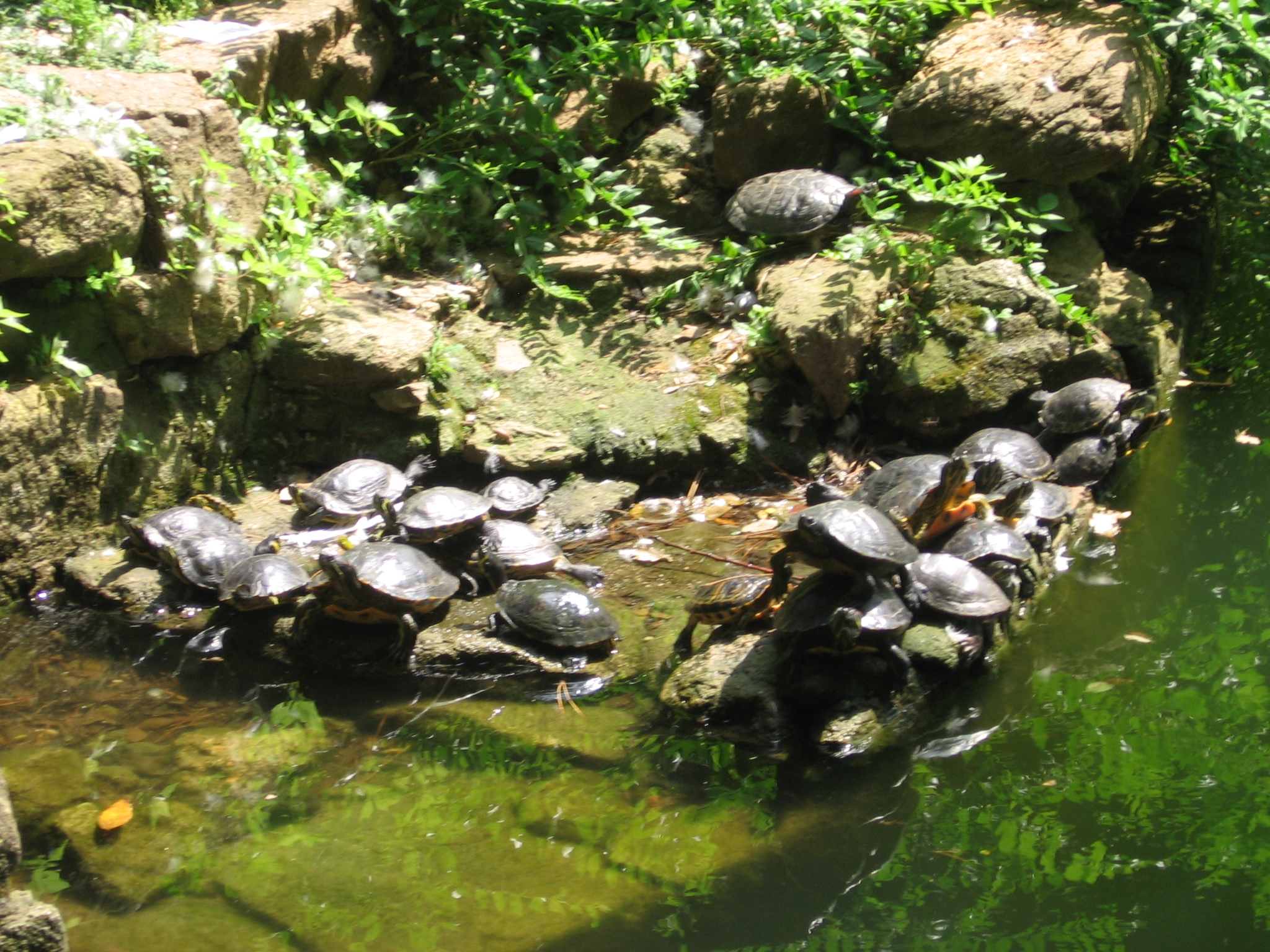
Tortugas del parque del Laberinto

La fauna del parque es la típica de otras zonas verdes de la ciudad, si bien la cercanía con la sierra de Collserola favorece la presencia de especies forestales que no se encuentran en otros parques urbanos. La densidad vegetal del parque favorece la anidación de la aves: se ha detectado la presencia de unas ochenta especies ornitológicas, entre las que la paloma y el gorrión son las que tienen una mayor población. También es abundante la presencia de ardillas. Entre el resto de especies se pueden encontrar desde murciélagos, jinetas, topos, jabalíes y tejones hasta culebras. Por otro lado, en los hábitats acuáticos hay renacuajos, libélulas, serpientes de agua, carpas doradas y otras especies.
Entre las diversas especies animales del parque se encuentran: aves como el agateador común (Certhia brachydactyla), la paloma mensajera (Columba livia domestica), la paloma torcaz (Columba palumbus), el herrerillo común (Cyanistes caeruleus), el petirrojo europeo (Erithacus rubecula), la lavandera blanca (Motacilla alba), la cotorra argentina (Myiopsitta monachus), el carbonero garrapinos (Periparus ater), la urraca común (Pica pica), el reyezuelo listado (Regulus ignicapilla) y la tórtola turca (Streptopelia decaocto); mamíferos como la ardilla roja (Sciurus vulgaris); anfibios como la rana común (Pelophylax perezi); reptiles como la lagartija parda (Podarcis liolepis) y la tortuga pintada (Trachemys scripta); moluscos como el caracol común (Cornu aspersum), la caracola (Rumina decollata) y el caracol chico (Theba pisana); arácnidos como la mangora (Mangora acalypha), la araña de jardín (Nurscia albomaculata) y la zilla (Zilla diodia); coleópteros como la mariquita (Adalia bipunctata), el gorgojo (Curculionidae), el cascarudo (Elateridae), el escarabajo dorado (Oxythyrea funesta), la Oedemera flavipes, la Oedemera nobilis, la Staphylinidae y el Attagenus trifasciatus; dípteros como la mosca minadora de hojas (Agromyzidae), la mosca de las flores (Anthomyiidae), la mosca de las agallas (Cecidomyiidae), la mosca cernidora (Episyrphus balteatus) y la mosca zángano (Eristalis tenax); hemípteros como el pulgón del algodón (Aphis gossypii), la cochinilla de la tizne (Saissetia oleae), la chinche (Spilostethus pandurus) y el tigre del plátano (Corythucha ciliata); himenópteros como el abejorro (Bombus sp.), la avispa (Braconidae), la avispa de los gorgojos (Cerceris sp.), la hormiga mirmicina (Crematogaster scutellaris) y la abeja (Halictinae); lepidópteros como la náyade (Celastrina argiolus), la cleopatra (Gonepteryx cleopatra), la loba (Maniola jurtina), la maculada (Pararge aegeria), la blanquita de la col (Pieris rapae) y la oruga de saquito (Psychidae); odonatos como la libélula emperador (Anax imperator) y la libélula flecha roja (Sympetrum striolatum); miriápodos como el ciempiés (Chilopoda); y crustáceos como el Porcellionidae.

## Acceso y visitas
Al parque del Laberinto se puede acceder con transporte público: en el paseo del Valle de Hebrón se encuentra la estación de Mundet de la línea 3 del Metro de Barcelona, así como los autobuses 27, 60, 76, H4 y B19.
El horario del parque es de 10:00 a 18:00 h de lunes a domingo en horario de invierno, y de 10:00 a 20:00 h en horario de verano (del 1 de abril al 31 de octubre); como excepción, el 25 de diciembre el horario es de 9:00 a 14:00 h. Para acceder hay que abonar una entrada, excepto los miércoles y los domingos, que hay jornadas de puertas abiertas; también hay acceso libre el 24 de septiembre, festividad de la Merced, patrona de Barcelona. Están exentos de pagar entrada los vecinos del parque, los parados, los jubilados y los menores de cinco años. Hay visitas guiadas para grupos. El aforo estaba limitado a 750 visitantes hasta la llegada de la pandemia en marzo de 2020, siendo de 250 actualmente debido a la limitación de aforo. 
No se permite la entrada de animales de compañía. También está prohibido comer, jugar a pelota y entrar con vehículos, incluidas bicicletas y patines.

## Galería de imágenes

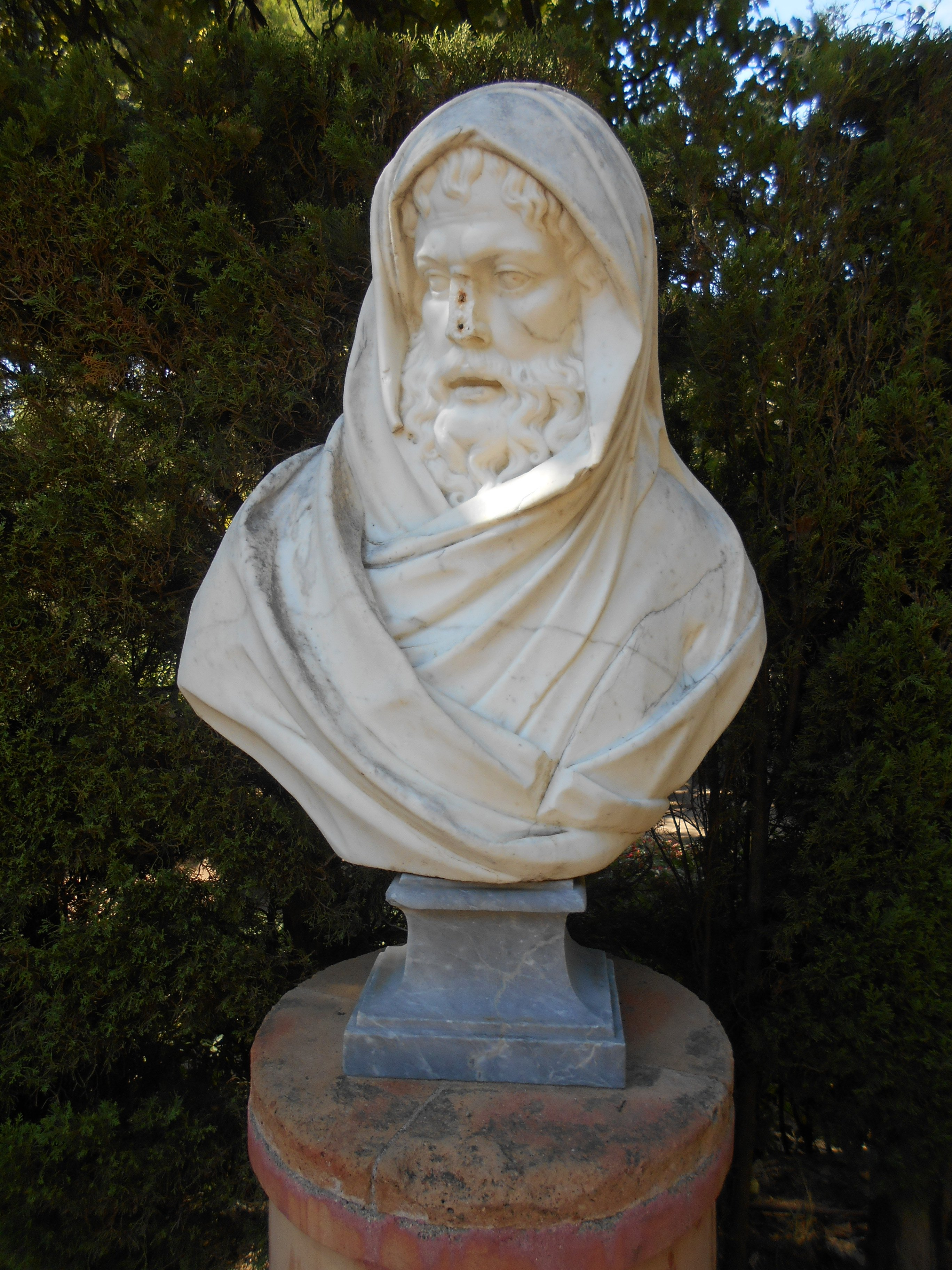
Busto del Invierno
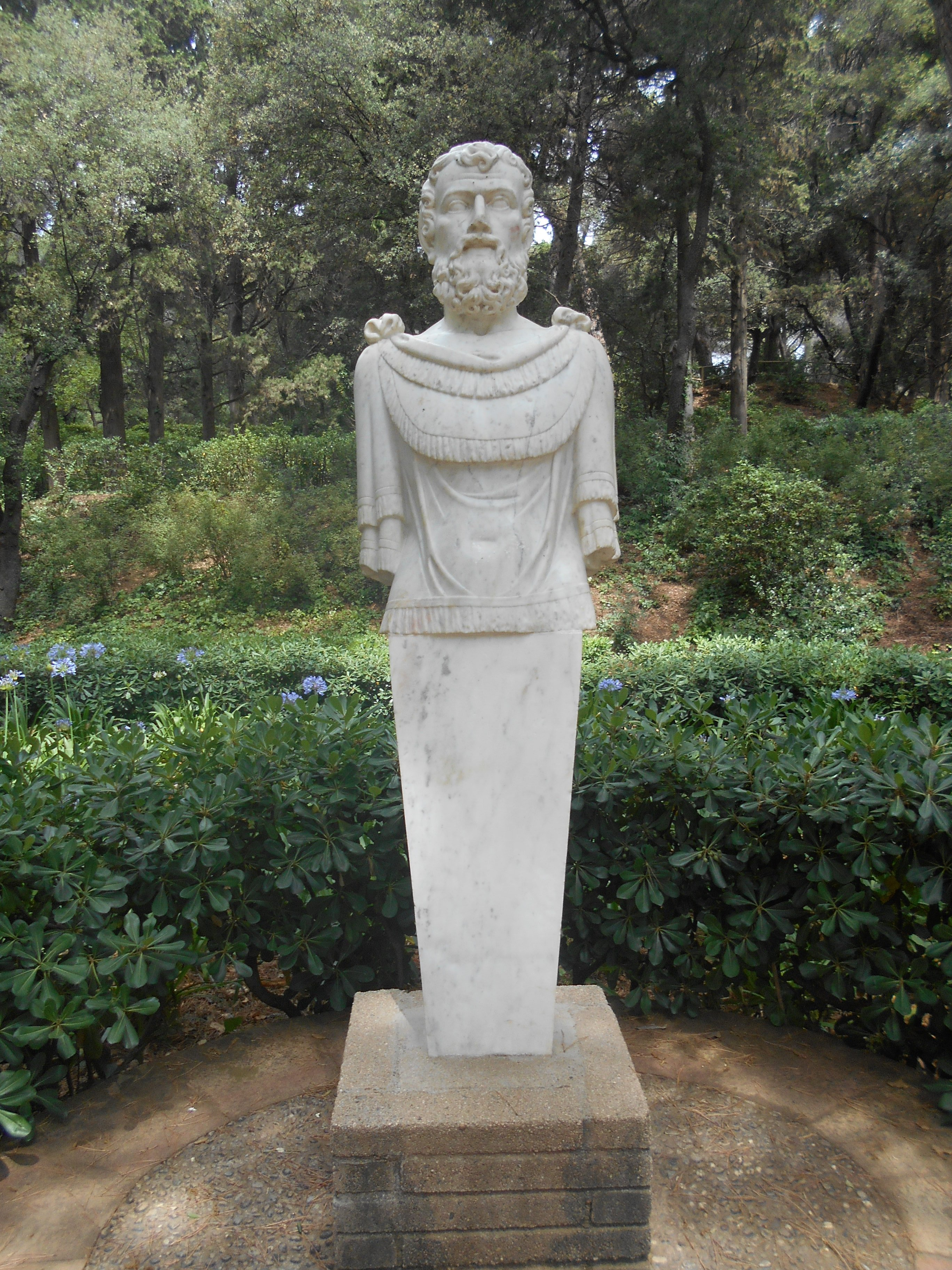
Busto del Rey Midas
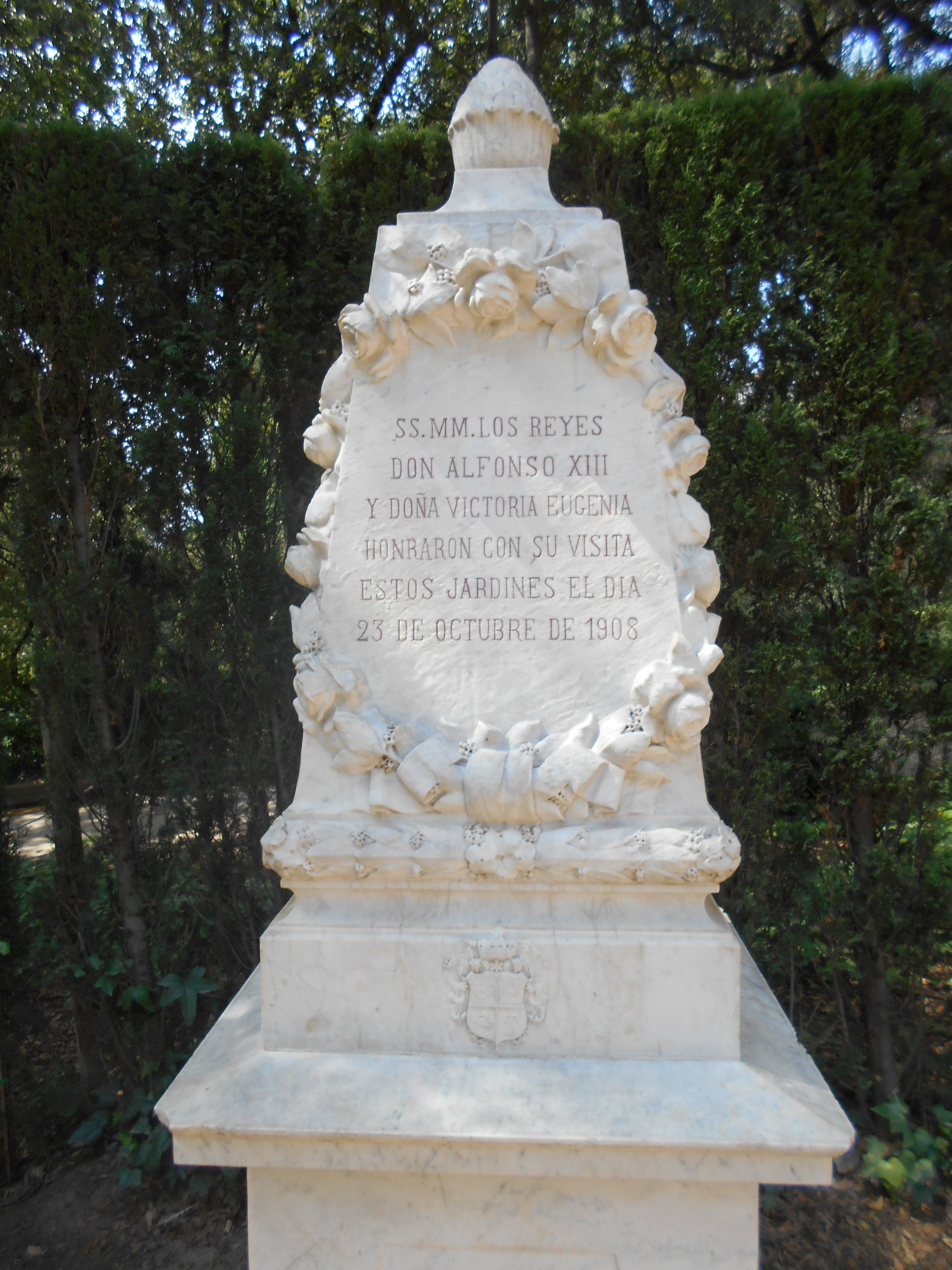
Placa conmemorativa de la visita de Alfonso XIII en 1908
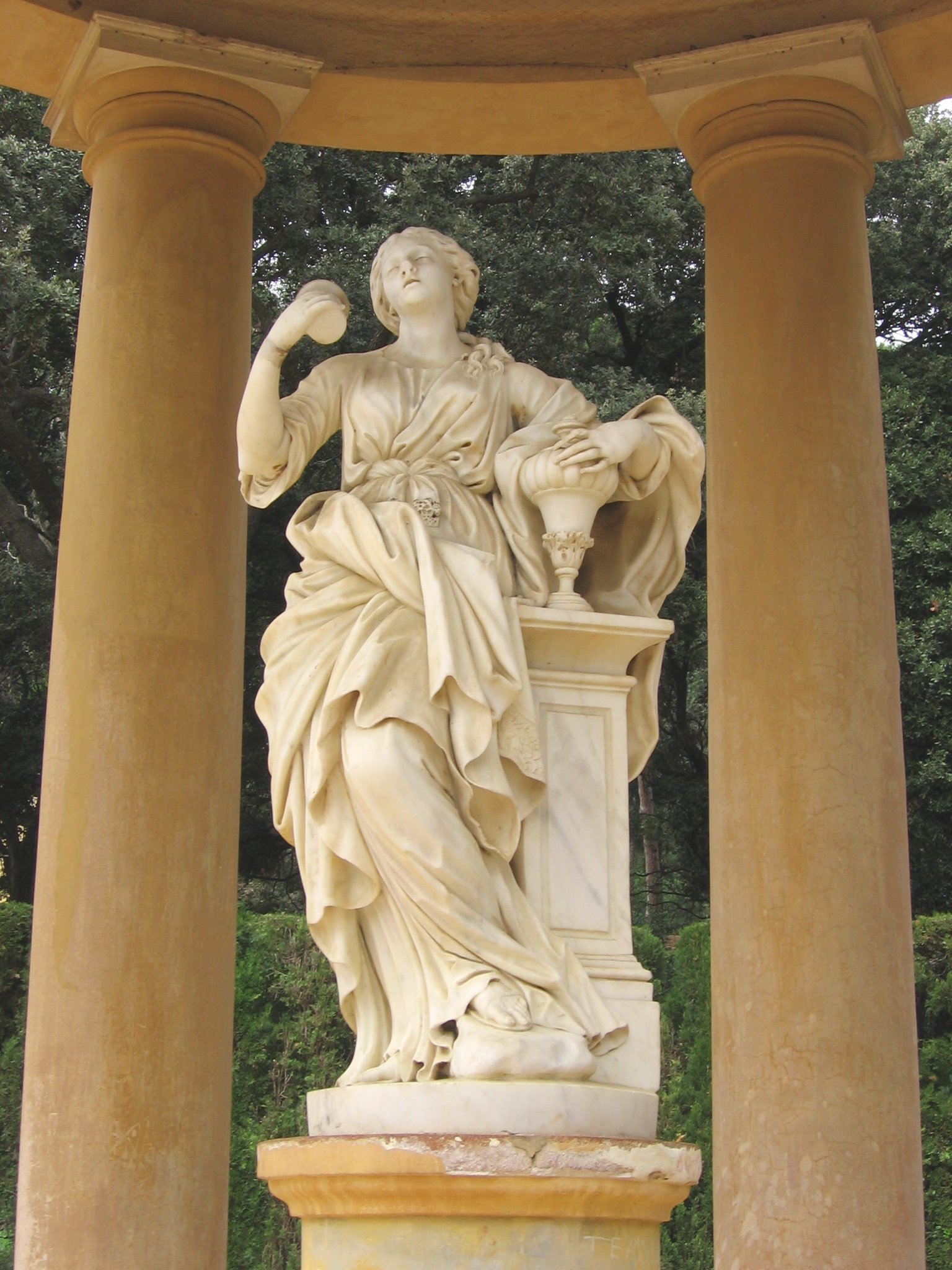
Estatua de Ariadna
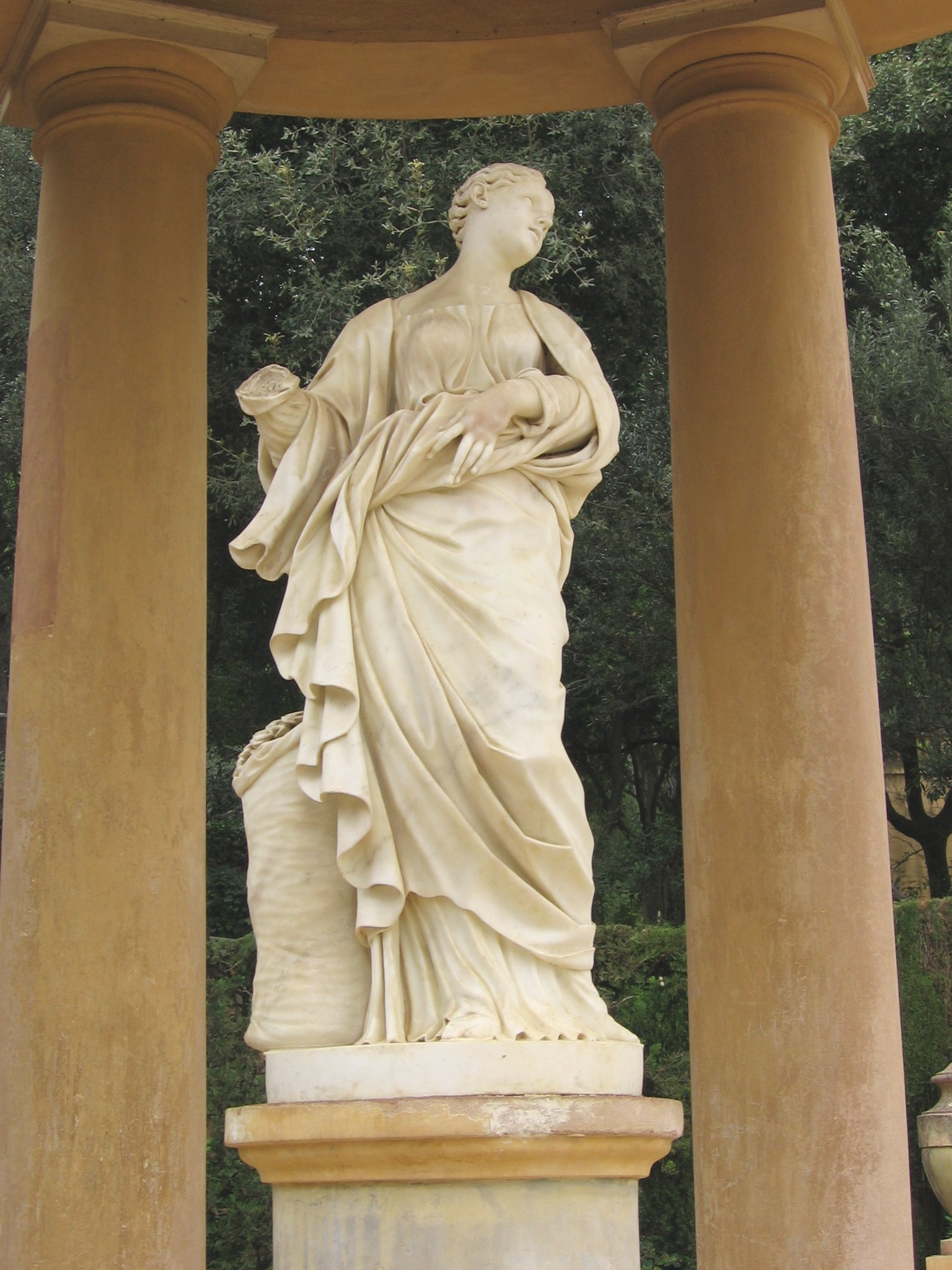
Estatua de Dánae
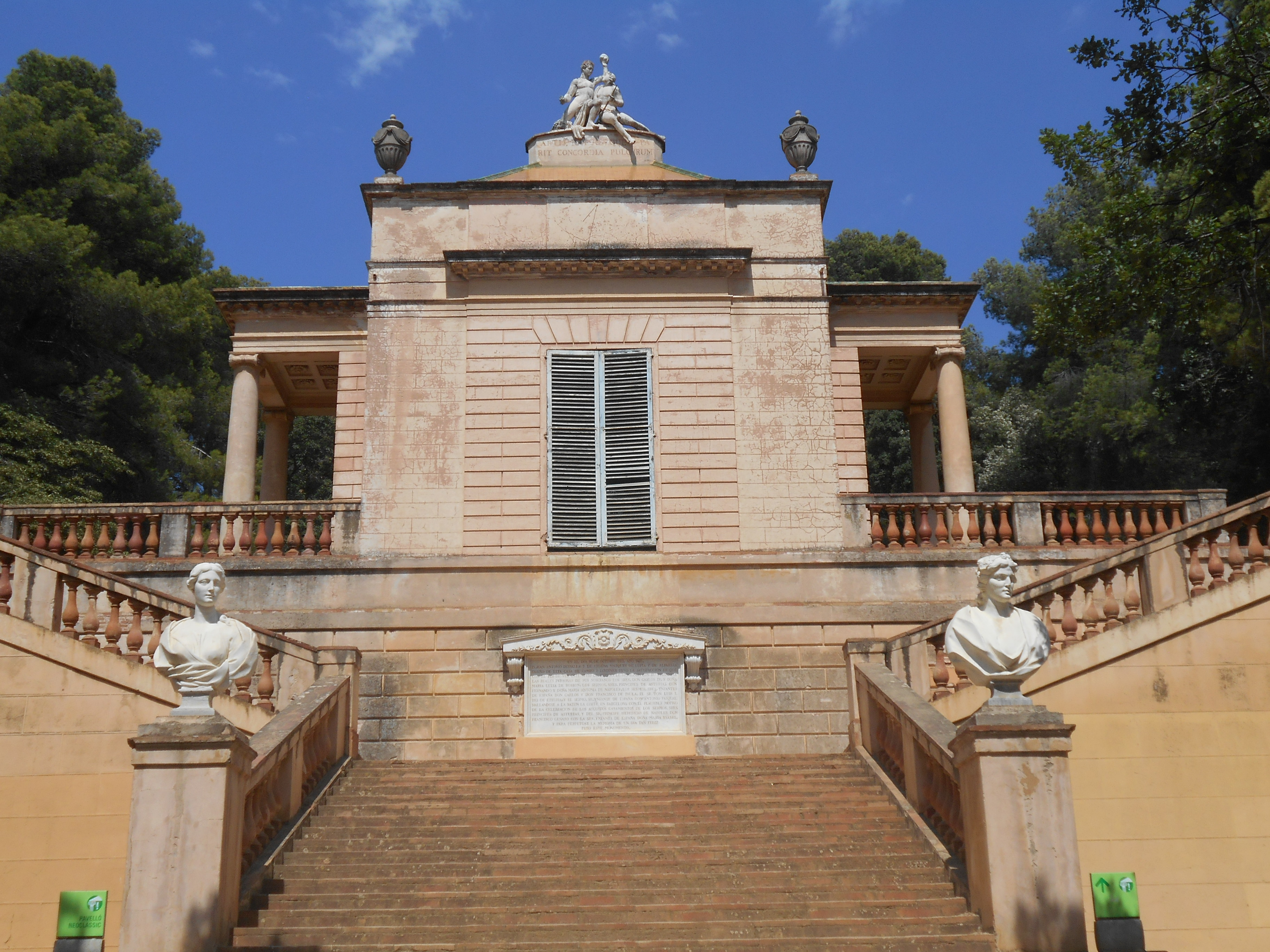
Escalinata de acceso al pabellón de Carlos IV con los bustos de la Primavera y el Verano
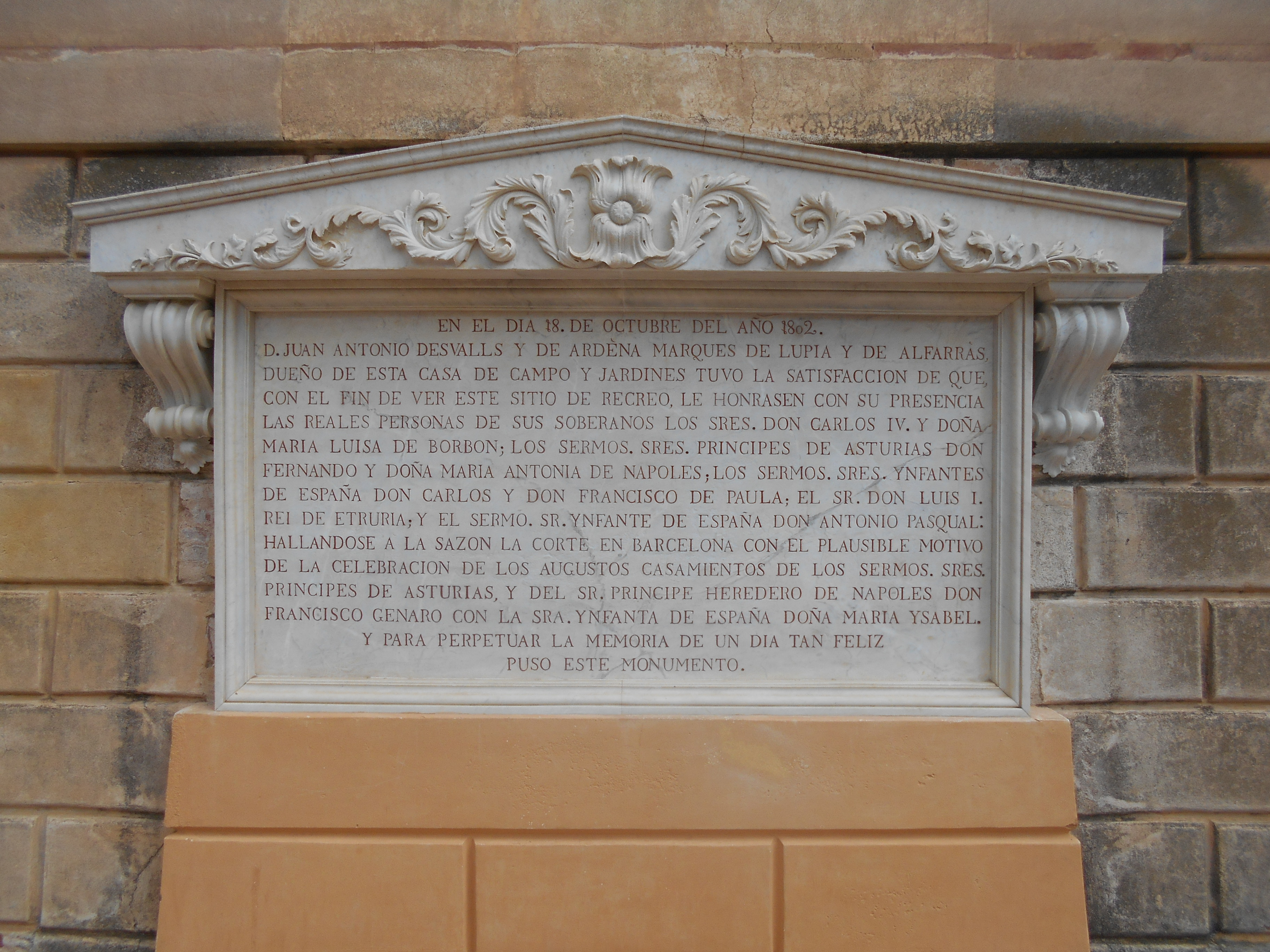
Placa conmemorativa de la visita de Carlos IV en 1802
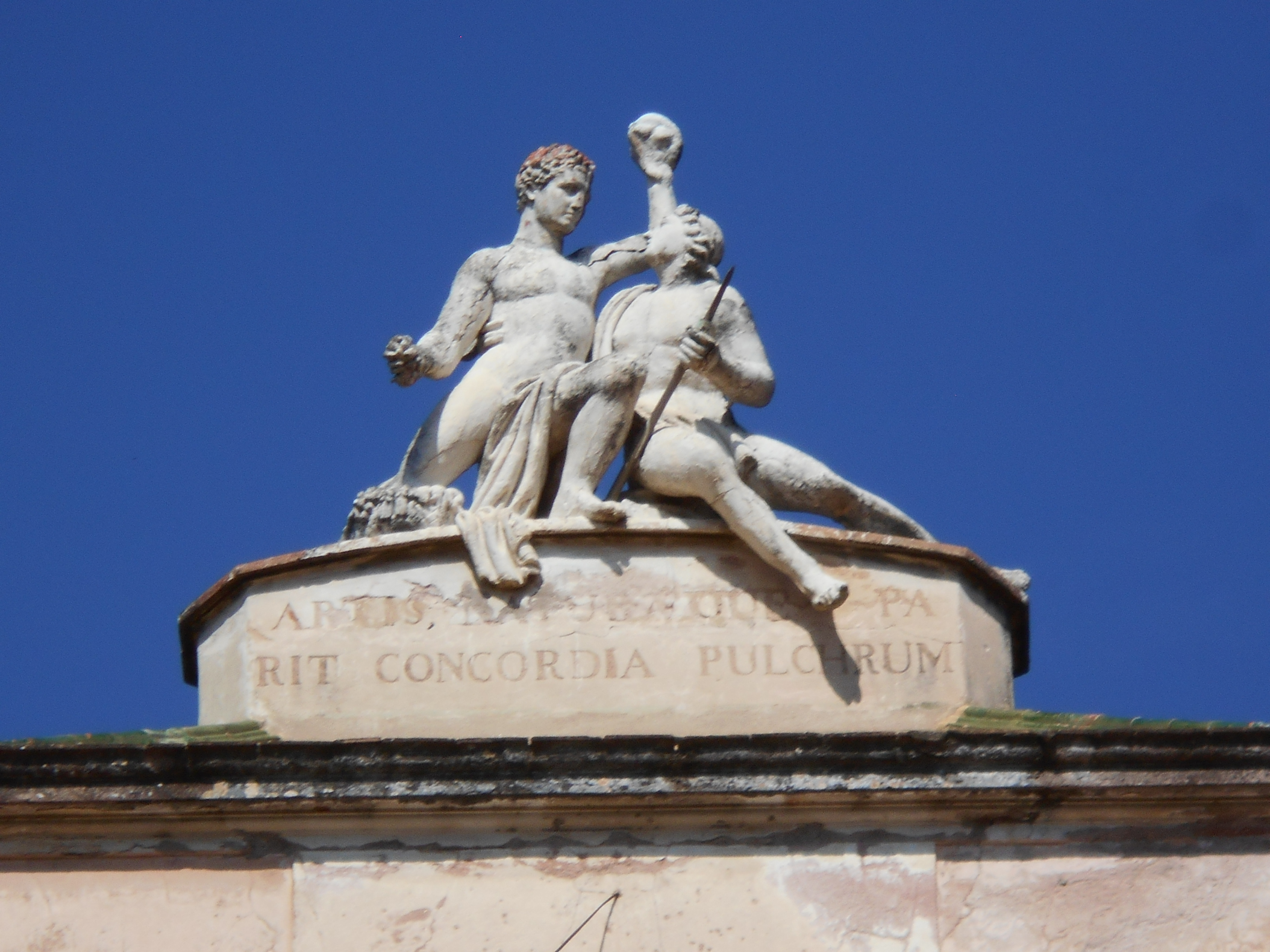
Grupo escultórico de El Arte y la Naturaleza